# 討論到天亮
《讨论到天亮》（日语：／ asamade nama terebi */?，直譯為「直播电视到天亮」）是日本朝日电视台的长寿深夜政論節目，簡稱「朝生」（／ asa-nama），1987年4月24日開播，於日本时间每月最後一個週五25:25至28:25（即週六凌晨1:25至4:25）、每逢12月則於跨年日25:00至29:50（即凌晨1:00至5:50），以現場直播方式播出。該節目以深度討論時事與社会科学議題為主，即便是在深夜时段也能獲得3%到5%的收视率，在日本具有广泛的影响力。

## 出演者

### 主持人
- 男性
  - 渡邊宜嗣（日语：渡辺宜嗣）（朝日電視台專屬主播[註 1]，1987年4月 - ）
  - 佐佐木亮太（日语：佐々木亮太）（朝日電視台播報員，2014年2月份・2015年2月份・2016年5月份・2019年6月份） - 渡邊的代理主持。
  - 寺崎貴司（日语：寺崎貴司）（朝日電視台播報員，2016年2月份・3月份・2017年2月份） - 同上。
  - 寺川俊平（日语：寺川俊平）（朝日電視台播報員，2020年4月份・2020年5月份・2020年6月份） - 同上。
- 女性
  - 田丸美壽壽（日语：田丸美寿々）（1987年4月 - 1994年9月）
  - 宫崎绿（日语：宮崎緑）（1994年10月 - 1999年6月）
  - 丸川珠代（時為朝日電視台播報員，1999年8月 - 2003年5月）
  - 長野智子（日语：長野智子）（2003年6月 - 2011年8月）
  - 村上祐子（日语：村上祐子 (テレビ朝日)）（朝日電視台政治部記者[註 2]，2011年9月 -  2021年3月[註 3]）
  - 本間智惠（日语：本間智恵）（朝日電視台播報員，2019年4月份・2019年5月份） - 村上的代理主持。[2]
  - 下平沙耶加（日语：下平さやか）（朝日電視台播報員，2021年3月 - ）
  - 矢島悠子（日语：矢島悠子）（朝日電視台播報員，2021年5月份・2022年1月份）- 下平的代理主持。

### 討論主持人
- 田原總一朗
  - 田原會不定期休演，曾有水口義朗（日语：水口義朗）、野坂昭如、大島渚、鳥越俊太郎、蜷川真夫（日语：蜷川真夫）、梶原茂（日语：梶原しげる）、蓮舫、島田紳助、三枝成彰、渡邊宜嗣、宮崎哲彌（日语：宮崎哲弥）等人代理過討論主持人。
  - 討論主持人的擔任者，第一回是利根川裕（日语：利根川裕）、第二回是筑紫哲也。

## 各回主題列表
目錄
| 1980年代 | 1987年 / 1988年 / 1989年                                                                |
| 1990年代 | 1990年 / 1991年 / 1992年 / 1993年 / 1994年 / 1995年 / 1996年 / 1997年 / 1998年 / 1999年 |
| 2000年代 | 2000年 / 2001年 / 2002年 / 2003年 / 2004年 / 2005年 / 2006年 / 2007年 / 2008年 / 2009年 |
| 2020年代 | 2020年                                                                                  |

| 回數   | 播放日期 | 主題                                                                                            | 錄播               | 嘉賓 / 備註 | 來源               |
| ------ | -------- | ----------------------------------------------------------------------------------------------- | ------------------ | --- | ------------------ |
| 1987年 | 1987年   | 下年 / 目錄                                                                                     | 下年 / 目錄        | 下年 / 目錄 | 下年 / 目錄        |
| 001    | 4月      | 激論！中曾根政治的功罪                                                                          |                    | 大宅映子/中川八洋/俵萠子/山本厚太郎/大島渚/菅直人/等 |                    |
| 002    | 5月      | 日美危機！！                                                                                    |                    | |                    |
| 003    | 6月      | 大討論！現在是女性的時代嗎？                                                                    |                    | 山口玲子/等 |                    |
| 004    | 7月      | 角榮政治要終結嗎？                                                                              |                    | |                    |
| 005    | 8月      | 100位年輕人，日韓衛星大討論                                                                     |                    | 松田九郎/木元教子/黑田勝弘/等 |                    |
| 006    | 9月      | 世代衝擊！年輕人們的愛國心                                                                      |                    | 飯田桃/菅孝行/大島渚/長谷川和彥/舛添要一/松田九郎/野村秋介/コリーヌ・ブレ/辻元清美 |                    |
| 007    | 10月     | 電話採訪！徹底討論竹下政治                                                                      |                    | 岸本重陳/小澤遼子/小中陽太郎/田久保忠衛/堀紘一/舛添要一/羽田孜/戶塚進也/江田五月/青木茂/神田香織/パール・バーツ |                    |
| 008    | 11月     | 今夜徹底討論日本的防衛                                                                          |                    | 佐瀨昌盛/中川八洋/津島雄二/舛添要一/上田哲/前田哲男/北澤洋子/等 |                    |
| 009    | 12月     | 激論！'88 日本政治與金錢與性                                                                    |                    | 大島渚/野坂昭如/栗本慎一郎/吳智英/西山千明/猪瀨直樹/和田勉/廣瀨隆/辻元清美/中島羅門/David Spector/等 |                    |
| 1988年 | 1988年   | 上年 / 下年 / 目錄                                                                              | 上年 / 下年 / 目錄 | 上年 / 下年 / 目錄 | 上年 / 下年 / 目錄 |
| 010    | 1月      | 日本終究是東大社會嗎？                                                                          |                    | 江副浩正/等 |                    |
| 011    | 2月      | 日本、韓國、北朝鮮                                                                              |                    | 小田實/李麗仙/野村秋介/等 |                    |
| 012    | 3月      | 電視「收看的人、出現的人、創作的人」                                                            |                    | 吳智英/栗本慎一郎/俵萠子/大島渚/二木啟孝/等 |                    |
| 013    | 4月      | 激論！這樣就好嗎！？日本的「在野黨」                                                            |                    | 中川八洋/舛添要一/菅孝行/小中陽太郎/岩垂壽喜男/中野寬成/江田五月/黑柳明/青木繁/松本善明/コリーヌ・ブレ |                    |
| 014    | 5月      | 徹底討論！誰會得益！？農產物自由化                                                              |                    | 大島渚/等 |                    |
| 015    | 6月      | 激論！怎麼辦TOKYO！！                                                                           |                    | |                    |
| 016    | 7月      | 徹底討論·核電站                                                                                 |                    | |                    |
| 017    | 8月      | 激論！職業棒球大爭論！！                                                                        |                    | |                    |
| 018    | 9月      | 昭和63年秋 奧運會與日本人                                                                       |                    | 真正討論話題是天皇制爭議 |                    |
| 019    | 10月     | 徹底討論·核電站 第2彈                                                                           |                    | |                    |
| 020    | 11月     | 檢証！昭和63年·冬                                                                               |                    | |                    |
| 021    | 12月     | 激論！走向何方的日本與日本人                                                                    |                    | 小田實/大島渚/小中陽太郎/舛添要一/野村秋介/等 |                    |
| 1989年 | 1989年   | 上年 / 下年 / 目錄                                                                              | 上年 / 下年 / 目錄 | 上年 / 下年 / 目錄 | 上年 / 下年 / 目錄 |
| 022    | 1月      | 激論！怎麼辦！？ 日本的新聞報導                                                                 |                    | |                    |
| 023    | 2月      | 徹底討論！「平成元年」大喪政治危機！！                                                          |                    | |                    |
| 024    | 3月      | 徹底討論！怎麼辦？日本的職業棒球！！                                                            |                    | |                    |
| 025    | 4月      | 竹下政治崩壞！怎麼辦！？ 自由民主黨                                                             |                    | |                    |
| 026    | 5月      | 國民大討論！腐敗！？ 不信！？ 日本政治！！                                                      |                    | |                    |
| 027    | 6月      | 衝撃！「天安門」以及社會主義走向何方！？                                                        |                    | |                    |
| 028    | 7月      | 人權與部落差別                                                                                  |                    | |                    |
| 029    | 8月      | 激論！「在野黨聯合」能改變日本！？                                                              |                    | |                    |
| 030    | 9月      | 激論！怎麼辦？消費稅！？ 為什麼要稅制改革？                                                     |                    | |                    |
| 031    | 10月     | 激論！怎麼辦？外國人勞動者                                                                      |                    | |                    |
| 032    | 11月     | 人權與部落差別 第2彈                                                                            |                    | |                    |
| 033    | 12月     | 激論！怎麼辦？平成日本與1990年                                                                  |                    | 西尾幹二/西部邁/舛添要一/吳智英/小田實/大島渚/福島瑞穗/等 |                    |
| 1990年 | 1990年   | 上年 / 下年 / 目錄                                                                              | 上年 / 下年 / 目錄 | 上年 / 下年 / 目錄 | 上年 / 下年 / 目錄 |
| 034    | 1月      | 激論！總選舉臨近！！ 日本政治會否變化？                                                         |                    | |                    |
| 035    | 2月      | 激論！日本右翼與言論自由及暴力！！                                                              |                    | |                    |
| 036    | 3月      | 激論！兇惡犯罪與「少年法」及「人權」                                                            |                    | |                    |
| 037    | 4月      | 激論！怎麼辦？美國！？ 日本會怎樣？                                                             |                    | |                    |
| 038    | 5月      | 激論！日韓新時代與朝鮮半島的和平！！                                                            |                    | |                    |
| 039    | 6月      | 激論！日美安保！！ 美國的目的與日本的選擇                                                       |                    | |                    |
| 040    | 7月      | 激論！地球新時代的戰爭與和平及核問題                                                            |                    | 不是由朝日電視台收錄，而是朝日系列廣島HOME電視台收錄 |                    |
| 041    | 8月      | 徹底討論！中東危機！！ 怎麼辦？日本！？                                                         |                    | |                    |
| 042    | 9月      | 激論！中東危機! 怎麼辦？日本！？ 第2彈                                                          |                    | |                    |
| 043    | 10月     | 激論！自衛隊走向何方！？                                                                        |                    | |                    |
| 044    | 11月     | 激論！象徴天皇制與日本                                                                          |                    | |                    |
| 045    | 12月     | 激論！刻不容緩! 日本的選擇與決斷                                                                |                    | |                    |
| 1991年 | 1991年   | 上年 / 下年 / 目錄                                                                              | 上年 / 下年 / 目錄 | 上年 / 下年 / 目錄 | 上年 / 下年 / 目錄 |
| 046    | 1月      | 異議！ 海灣戰爭                                                                                 |                    | |                    |
| 047    | 2月      | 激論！伊拉克完全撤退！！ 海灣戰爭終結！？                                                       |                    | |                    |
| 048    | 3月      | 激論！「東京戰爭」與日本政治！！                                                                |                    | |                    |
| 049    | 4月      | 徹底討論！「日本國憲法」與世界和平                                                              |                    | |                    |
| 050    | 5月      | 激論！日本危險！？ 年輕人怎麼辦？                                                               |                    | |                    |
| 051    | 6月      | 緊急激論！土井辭職！！ 社會黨會怎樣！？                                                         |                    | 野坂昭如/等 |                    |
| 052    | 7月      | 激論！「証券醜聞」與「企業社會」                                                                |                    | |                    |
| 053    | 8月      | 衝撃! 共產黨解體! 崩潰！？ 蘇聯！！                                                             |                    | |                    |
| 054    | 9月      | 激論！宗教與年輕人                                                                              |                    | 栗本慎一郎/石川好/池田晶子/村井秀夫/麻原彰晃/上祐史浩/杉浦實/島田裕巳/西部邁/池田昭/下村滿子/景山民夫/真杉文紀（幸福的科學指導局局長）/阪口賴邦（幸福的科學事務局部長）/小林健祐（幸福的科學事務局課長）/中島涉（小說家）/大月隆寬/松本知子 |                    |
| 055    | 10月     | 激論！現在的日本是誰的！？                                                                      |                    | 支持人：渡邊宜嗣、田丸美壽壽 |                    |
| 056    | 11月     | 日美開戰50年！ 太平洋戰爭與東京審判                                                             |                    | |                    |
| 057    | 12月     | 激論！世紀末大異變與電視                                                                        |                    | 大島渚/猪瀨直樹/小池百合子/內田忠男/松本方哉/田畑光永/等 |                    |
| 1992年 | 1992年   | 上年 / 下年 / 目錄                                                                              | 上年 / 下年 / 目錄 | 上年 / 下年 / 目錄 | 上年 / 下年 / 目錄 |
| 058    | 1月      | 激論！外國人急增! 怎麼辦？日本！？                                                              |                    | 大島渚/Kent Gilbert/堀紘一/三木惠美子/金子雅臣/姜尚中/濱田卓二郎/等 |                    |
| 059    | 2月      | 激論！為何無法根除暴力團！？                                                                    |                    | 大島渚/野坂昭如/野村秋介/石附弘/遠藤誠/安部讓二/飯干晃一/家田莊子/高山登久太郎（VTR出演）/等 |                    |
| 060    | 月       | 激論！政治會毀滅日本！？                                                                        |                    | 大島渚/濱田麻記子/茂木敏充/岡田克也/石原伸晃/等 |                    |
| 061    | 4月      | 激論！人類不再不住在地球的一天！？                                                              |                    | |                    |
| 062    | 5月      | 激論！「歧視·人權」與表現自由！                                                                 |                    | |                    |
| 063    | 6月      | 激論！自衛隊走向何方！？                                                                        |                    | |                    |
| 064    | 7月      | 激論！我等「戰無派」與國際貢獻!                                                                 |                    | |                    |
| 065    | 8月      | 激論！學校危險！？                                                                              |                    | |                    |
| 066    | 9月      | 徹底討論！自民黨會否解體！？                                                                    |                    | |                    |
| 067    | 10月     | 激論！自民黨解體！！ 再編！？                                                                   |                    | |                    |
| 068    | 11月     | 激論！「竹下名譽掃地！？」與「自民黨政治崩潰！？」                                              |                    | |                    |
| 069    | 12月     | 激論！日本危險！！                                                                              |                    | |                    |
| 1993年 | 1993年   | 上年 / 下年 / 目錄                                                                              | 上年 / 下年 / 目錄 | 上年 / 下年 / 目錄 | 上年 / 下年 / 目錄 |
| 070    | 1月      | 激論！衛星直播「克林頓與日美新時代」                                                            |                    | |                    |
| 071    | 2月      | 激論！電視的「捏造」與信息時代                                                                  |                    | |                    |
| 072    | 3月      | 激論！政治與新聞報導                                                                            |                    | |                    |
| 073    | 4月      | 激論！國際貢獻與聯合國                                                                          |                    | |                    |
| 074    | 5月      | 激論！為了國際貢獻可以流血嗎！？                                                                |                    | |                    |
| 075    | 6月      | 激論！自民黨分裂! 日本會變化嗎？                                                                |                    | |                    |
| 076    | 7月      | 激論！在野黨連立政權會成事嗎？新首相會是誰！？                                                  |                    | |                    |
| 077    | 8月      | 激論！官僚令日本困窘！？                                                                        |                    | |                    |
| 078    | 9月      | 激論！「侵略戰爭」與戰後補償                                                                    |                    | |                    |
| 079    | 10月     | 激論！表現自由與歧視                                                                            |                    | |                    |
| 080    | 11月     | 激論！日本大米危險！？                                                                          |                    | |                    |
| 081    | 12月     | 激論！日本危險2！！                                                                             |                    | |                    |
| 1994年 | 1994年   | 上年 / 下年 / 目錄                                                                              | 上年 / 下年 / 目錄 | 上年 / 下年 / 目錄 | 上年 / 下年 / 目錄 |
| 082    | 1月      | 激論！會怎樣？「政治改革」與「細川政權」                                                        |                    | |                    |
| 083    | 2月      | 激論！日美「關係危險」? 經濟蕭條會如何走向！？                                                  |                    | |                    |
| 084    | 3月      | 激論！沒問題嗎？日本的大米                                                                      |                    | |                    |
| 085    | 4月      | 激論！政局動亂！！ 羽田政權與日本的命運                                                         |                    | |                    |
| 086    | 5月      | 激論！「北朝鮮核疑惑」與日本的對應！？                                                          |                    | |                    |
| 087    | 6月      | 激論！羽田內閣不信任！？ 政局大混亂與日本的命運！？                                             |                    | |                    |
| 088    | 7月      | 激論！「會社主義」的崩潰與日本                                                                  |                    | |                    |
| 089    | 8月      | 激論！我等新·戰無派的戰爭與和平、金錢及性                                                       |                    | 日本民主青年同盟/一水會/松下政經塾/模擬聯合國 |                    |
| 090    | 9月      | 激論！村山連立政權的真身！？                                                                    |                    | |                    |
| 091    | 10月     | 激論！異議，日本                                                                                |                    | |                    |
| 092    | 11月     | 激論！官僚會毀滅日本！？                                                                        |                    | |                    |
| 093    | 12月     | 徹底討論！日本能生存下去嗎？                                                                    |                    | |                    |
| 1995年 | 1995年   | 上年 / 下年 / 目錄                                                                              | 上年 / 下年 / 目錄 | 上年 / 下年 / 目錄 | 上年 / 下年 / 目錄 |
| 094    | 1月      | 慘! 從「阪神大地震」能汲取何教訓！？                                                            |                    | |                    |
| 095    | 2月      | 激論！我們應如何「阪神復興」！？                                                                |                    | |                    |
| 096    | 3月31日  | 徹底檢証！「奧姆真理教」與「沙林事件」                                                          |                    | 上祐史浩/青山吉伸/高山勇三/坂元新之輔/飯干晃一/遠藤誠/大島渚/大林高士/小林久三/島田裕巳/鳥越俊太郎/二木啟孝/室生忠/森謙治 |                    |
| 097    | 4月      | 檢証!「奧姆真理教事件」是怎麼一回事！？                                                         |                    | |                    |
| 098    | 5月      | 總括!「奧姆真理教」與黑暗的真相                                                                 |                    | |                    |
| 099    | 6月      | 激論！現代日本與宗教                                                                            |                    | |                    |
| 100    | 7月      | 100回紀念特別篇！！ 激論！戰後日本與天皇制與奧姆                                                |                    | |                    |
| 101    | 9月      | 激論！強行核試驗與不明朗狀態！？ 日本                                                           |                    | |                    |
| 102    | 10月     | 激論！怎麼辦？「宗教法人法 & 破防法」                                                           |                    | |                    |
| 103    | 11月     | 激論！沖繩的憤怒與日美安保                                                                      |                    | |                    |
| 104    | 12月     | 年輕人激論特別篇！！ 我們有光明未來嗎！？                                                       |                    | |                    |
| 105    | 12月     | 大激論！真夠嗆！ 日本！！                                                                       |                    | |                    |
| 1996年 | 1996年   | 上年 / 下年 / 目錄                                                                              | 上年 / 下年 / 目錄 | 上年 / 下年 / 目錄 | 上年 / 下年 / 目錄 |
| 106    | 1月      | 激論！住専問題與橋本新政權                                                                      |                    | |                    |
| 107    | 2月      | 激論！住専問題與大藏省的功罪                                                                    |                    | |                    |
| 108    | 3月      | 真心話激論！日韓共生之道存在嗎！？                                                              |                    | |                    |
| 109    | 4月      | 激論！「TBS錄影帶問題」與電視新聞報導                                                           |                    | |                    |
| 110    | 5月      | 激論！死刑制度的是非？！                                                                        |                    | 石井苗子/岩井信/上田紀行/遠藤誠/菊田幸一/金美齢/吳智英/菅沼光弘/高市早苗/高野孟/藤永幸治/牧義行/舛添要一/宮崎哲彌/若一光司/森田泰元（VTR出演）主持人：蜷川真夫 | [ 3 ] [ 4 ]        |
| 111    | 6月28日  | 現在，國民投票的思考！！                                                                        |                    | 柿澤弘治/左近正男/高市早苗/松明/今井一/坂東真理子/志村史夫/高野孟/竹花光範/玉城義和/堀紘一/八幡和郎主持人：蜷川真夫 | [ 5 ] [ 6 ]        |
| 112    | 7月12日  | 激論！日本異常事態宣言·年輕人編 高中女生與日本！                                                |                    | 飯島愛/井尻千男/大前研一/河上亮一/木元教子/明川哲也/福島瑞穗/藤井誠二/藤井良樹/西部邁/宮台真司主持人：梶原茂 | [ 7 ] [ 8 ]        |
| 113    | 8月23日  | 激論！沖繩的憤怒與日美安保·第2彈                                                                |                    | 新崎盛暉/衛藤征士郎/小澤遼子/小田實/喜納昌吉/桑江テル子/サム・ジェームソン/志方俊之/田岡俊次/高野孟/西部邁/兵頭二十八/舛添要一/吉田康彥 | [ 9 ]              |
| 114    | 9月27日  | 激論！現在的日本屬於誰！根基腐朽的日本會怎樣？！                                                |                    | 嵐山光三郎/井澤元彥/小田實/黑川紀章/小林亞星/下村滿子/辛淑玉/鈴木邦男/泰利伊藤/中島羅門/藤井良樹/宮崎哲彌/山崎哲主持人：野坂昭如 | [ 10 ]             |
| 115    | 10月25日 | 激論！日本政治走向何方？！                                                                      |                    | 島村宜伸/栗本慎一郎/西川太一郎/中田宏/海江田萬里/穀田惠二/石川真澄/小澤遼子/高野孟/西部邁/舛添要一/八幡和郎/若林正人/等 | [ 11 ]             |
| 116    | 11月29日 | 激白！50名前日本兵親述「戰爭與和平」                                                            | 錄播               | 海老名香葉子/下村滿子/小林善紀/秦郁彥/藤岡信勝/高木健一/武野武治/等 日本帝國軍人50人主持人：野坂昭如 | [ 12 ]             |
| 117    | 12月30日 | 激論！官僚會毀滅日本？！                                                                        |                    | 加藤周二/齊藤榮/八幡和郎/岩國哲人/海江田萬里/小林興起/筆坂秀世/古川元久/石川好/猪瀨直樹/紺谷典子/高野孟/泰利伊藤/西部邁/樋口惠子/ビル・トッテン/舛添要一 | [ 13 ]             |
| 1997年 | 1997年   | 上年 / 下年 / 目錄                                                                              | 上年 / 下年 / 目錄 | 上年 / 下年 / 目錄 | 上年 / 下年 / 目錄 |
| 118    | 1月31日  | 激論！教科書「從軍慰安婦」記述的是是非非？！                                                    |                    | 吉見義明/上杉聰/梶村太一郎/西野瑠美子/藤岡信勝/小林善紀/秦郁彥/西尾幹二/David Spector/下村滿子/長谷川潤/高嶋伸欣/西岡力/尹健次主持人：水口義朗 | [ 14 ]             |
| 119    | 2月28日  | 緊急討論！鄧小平去世，中國會怎樣！？                                                            |                    | 井尻秀憲/河添惠子/季宏/木村三浩/金美齢/吳智英/孔健/志方俊之/高野孟/戶張東夫/ペマ・ギャルポ/游仲勳/舛添要一 | [ 15 ]             |
| 120    | 3月28日  | 激論！「援助交際」與日本                                                                        |                    | 安部讓二/尾木直樹/小田晋/Kent Gilbert/櫻井武/佐藤欣子/野坂昭如/馳浩/速水由紀子/藤井誠二/宮淑子/宮台真司/和田秀樹主持人：蜷川真夫 | [ 16 ]             |
| 121    | 4月25日  | 激論！秘魯事件的教訓與日本！                                                                    |                    | 伊藤千尋/猪瀨直樹/小田實/姜尚中/鈴木宗男/田岡俊次/辻元清美/泰利伊藤/西部邁/野坂昭如/堀紘一/舛添要一/三島健二郎/桃井和馬/森本敏 | [ 17 ]             |
| 122    | 5月      | 激論！北朝鮮會怎樣？日本怎麼辦？                                                                |                    | 石井苗子/上田哲/柿澤弘治/志方俊之/重村智計/辛淑玉/菅沼光弘/關寬治/高野孟/泰利伊藤/西岡力/許文道/舛添要一/吉田康彥主持人：水口義朗 | [ 18 ]             |
| 123    | 6月      | 激論！現代日本的狂氣與黑暗                                                                      |                    | 上田紀行/大谷昭宏/岡田斗司夫/香山莉香/川田龍平/坂井三郎/苫米地英斗/西部邁/福澤惠子/藤井良樹/宮崎哲彌/宮崎學/宮台真司/若林正人/和田秀樹主持人：水口義朗 | [ 19 ]             |
| 124    | 7月      | 激論！14歳的冷血與少年法                                                                        |                    | 大島渚/大谷昭宏/小田晋/尾木直樹/河上亮一/Kent Gilbert/鳥山敏子/見澤知廉/山田萬里子/藤井誠二/等現役中學教師30名主持人：水口義朗 | [ 20 ]             |
| 125    | 8月      | 激論！誰的過錯？！ 這樣的日本                                                                   |                    | 大谷昭宏/岡田斗司夫/小澤遼子/香山莉香/切通理作/高野孟/泰利伊藤/中林美惠子/藤井良樹/舛添要一/宮崎哲彌/吉岡達也 | [ 21 ]             |
| 126    | 9月      | 激論！「在日」與日本                                                                            |                    | 青木定雄/金敬得/金兩基/辛淑玉/崔順姫/鄭甲壽/朴慶南/梁石日/池東旭/石川好/井尻千男/植田剛彥/金美齢/Kent Gilbert/野坂昭如主持人：梶原茂 | [ 22 ]             |
| 127    | 10月     | 激論！行革怎麼辦？！ 日本會怎樣？！                                                             |                    | 荒井廣幸/猪瀨直樹/大前研一/小林興起/笹川堯/仙谷由人/高市早苗/舛添要一/水谷研治/村上誠一郎/八幡和郎/山田厚史 | [ 23 ]             |
| 128    | 11月     | 激論！金融破綻續發! 日本會怎樣？！                                                              |                    | 清水信次/鈴木淑夫/高野孟/西部邁/ビル・トッテン/堀紘一/水野隆德/水谷研治/山田厚史/若林正人/紺谷典子/津島雄二 | [ 24 ]             |
| 129    | 12月30日 | 激論！'98日本會怎樣？！ 存在再生之道嗎？                                                        |                    | 猪瀨直樹/エンノ・ベルント/清水信次/泰利伊藤/中林美惠子/西部邁/野坂昭如/水谷研治/水野隆德/山田厚史/鹽崎恭久/小池百合子/古川元久/上田耕一郎 | [ 25 ]             |
| 1998年 | 1998年   | 上年 / 下年 / 目錄                                                                              | 上年 / 下年 / 目錄 | 上年 / 下年 / 目錄 | 上年 / 下年 / 目錄 |
| 130    | 1月      | 激論！想想怎麼辦！這個日本                                                                      |                    | 井尻千男/今井一/岡田斗司夫/高野孟/舛添要一/宮崎哲彌/甘利明/小林興起/小池百合子/岩國哲人/穀田惠二/辻元清美 | [ 26 ]             |
| 131    | 2月      | 激論！少年們為何會生氣！？                                                                      |                    | 安部讓二/尾木直樹/河上亮一/寺脇研/ピーター・フランクル/福島瑞穗/藤井誠二/宮台真司/四方繁利（都內公立中學校教頭、映像文化批評家）/大谷猛夫（都內公立中學教師·社會）/熊倉峰廣（都內公立中學教師·國語）/長谷川潤（大阪公立中學教師·國語）/吉村葉留枝（都內公立中學校養護教諭）/島田益吉（東京都公立中等學校PTA協議會會長）/足立信幸（東京都公立中學校PTA協議會總務理事）/古賀節子（都內公立中學校PTA會長）/千葉小夕起（目黑區中學校PTA）/高津隆（日本父親學會會員、會社員） | [ 27 ]             |
| 132    | 3月      | 激論！大藏省的功罪與日本！！                                                                    |                    | 池坊雅史/栗本慎一郎/佐藤道夫/スコット・ハーズ/須田慎一郎/高野孟/泰利伊藤/濱田卓二郎/古川元久/舛添要一/宮崎哲彌/八幡和郎/山田厚史 | [ 28 ]             |
| 133    | 4月      | 激論！田舍敗壞了都會？！                                                                        |                    | アン・マクドナルド/石原伸晃/猪瀨直樹/岩國哲人/大宅映子/親松貞義/齋藤慎/千保一夫/內藤尚/中越武義/堀紘一/松岡利勝/村野まさよし/青島幸男（VTR出演） | [ 29 ]             |
| 134    | 5月      | 激論！美國流是否正義？！                                                                        |                    | 石井苗子/石川好/伊藤俊也/片岡鐵哉/喜納昌吉/吳智英/高野孟/西部邁/Peter Landers/堀紘一/宮崎哲彌/森本敏 | [ 30 ]             |
| 135    | 6月      | 激論！日本加油！ ～100位大學生大討論～                                                          |                    | 猪瀨直樹/岡田斗司夫/濤川榮太/宮崎哲彌/大學生100名（男女各50名） | [ 31 ]             |
| 136    | 7月      | 與紳助相談！中學生的現今                                                                        | 一部 錄播          | 寺脇研/マキノ正幸/河上亮一/小澤遼子/鹽田丸男/藤井誠二/中學生50名、現役教師50名、父母50名主持人：島田紳助 | [ 32 ]             |
| 137    | 8月      | 日中和平友好条約締結20周年 江澤民國家主席訪日紀念 日中市民大討論！                              |                    | 衛藤瀋吉/小島朋之/高野孟/田畑光永/戶張東夫/蓮舫/劉德有/陸國忠/林國本/張云方/高海寬/楊晶 | [ 33 ]             |
| 138    | 9月      | 激論！會怎樣？！ 長銀問題與金融危機                                                             |                    | 古川元久/鈴木淑夫/西田猛/佐佐木憲昭/糸瀨茂/宮崎學/山田厚史/石原伸晃/渡邊喜美/枝野幸男/上田勇/辻元清美/設樂清嗣/堀紘一 | [ 34 ]             |
| 139    | 10月     | 激論！「戰爭論」與日本                                                                          |                    | 井尻千男/姜尚中/金美齢/小林善紀/坂井三郎/高野孟/辻元清美/濤川榮太/松井耶依/宮崎哲彌 | [ 35 ]             |
| 140    | 11月     | 激論！日本真的應該說「不」嗎？！                                                                |                    | 石川好/石原慎太郎/岡崎久彥/鈴木壯治/中林美惠子/堀紘一/水野隆德/森本敏/湯淺卓/ロバート・グロンディン | [ 36 ]             |
| 141    | 12月     | 激論！加油日本與日本人                                                                          |                    | 石原伸晃/渡邊喜美/枝野幸男/小池百合子/佐佐木憲昭/辻元清美/大島渚/木村三浩/金美齢/佐藤治彥/David Spector/野坂昭如/松崎菊也/宮崎哲彌 | [ 37 ]             |
| 1999年 | 1999年   | 上年 / 下年 / 目錄                                                                              | 上年 / 下年 / 目錄 | 上年 / 下年 / 目錄 | 上年 / 下年 / 目錄 |
| 142    | 1月      | 激論！朝鮮半島有事與新指針 大浦洞導彈恐怖引發新思考                                             |                    | 金明哲/志方俊之/田岡俊次/高野孟/立山紘毅/池東旭/森本敏/吉田康彥/中谷元/仙谷由人/西村真悟/辻元清美 | [ 38 ]             |
| 143    | 2月      | 激論！都知事應該是我！主要六位候選人緊急出演                                                    | 錄播               | 野末陳平/三上滿/舛添要一/鳩山邦夫/柿澤弘治/明石康/西岡久惠/堀紘一/村野まさよし/八幡和郎當時石原慎太郎尚未表態參加1999年東京都知事選舉 | [ 39 ]             |
| 144    | 3月      | 激論！日之丸、君之代 國旗和國歌有必要嗎？                                                       |                    | 上杉千年/大谷昭宏/穀田惠二/小林節/小森龍邦/佐藤文明/高市早苗/辻元清美/濤川榮太/西村真悟/平澤勝榮/藤井誠二 | [ 40 ]             |
| 145    | 4月      | 激論！「學級崩壞」與日本教育 現在，戰後教育要被廢除嗎？                                         |                    | 尾木直樹/河上亮一/クライン孝子/Kent Gilbert/樽谷賢二/寺脇研/鳥山敏子/濤川榮太/西澤清/藤井誠二/三上滿/諸富祥彥 | [ 41 ]             |
| 146    | 5月      | 激論！如果，你來了一位奧姆教徒的鄰居，你會怎麼做？ 四年過去了，事情已經完全終結了嗎？           |                    | 石橋郁雄/遠藤誠/岡村幸四郎/小澤遼子/小野毅/Kent Gilbert/佐藤道夫/菅沼光弘/館野喜重郎/土本武司/二木啟孝/山崎哲/荒木浩/廣末晃敏 | [ 42 ]             |
| 147    | 6月      | 激論！迷走中的日本民主主義 不知什麼時候，才能決斷。                                             |                    | 井尻千男/菅沼光弘/田中康夫/藤井嚴喜/宮崎學/宮崎哲彌/平澤勝榮/西村真悟/上田勇/枝野幸男/木島日出夫/保坂展人 | [ 43 ]             |
| 148    | 7月      | 激論！日本還有明天嗎？！ 下世紀領袖大集合                                                       |                    | 淺尾慶一郎/今井一/石原伸晃/大谷昭宏/岡田斗司夫/佐野美和/佐藤治彥/辻元清美/宮崎哲彌/村野まさよし/和田秀樹主持人：梶原茂、蓮舫 | [ 44 ]             |
| 149    | 8月      | 激論！日本「自立」之時 戰後至今美國的束縛                                                       |                    | 石原伸晃/平澤勝榮/枝野幸男/遠藤乙彥/東祥三/穀田惠二/福島瑞穗/石川好/井尻千男/猪瀨直樹/工藤雪枝/宮崎哲彌/森本敏 | [ 45 ]             |
| 150    | 9月      | 徹底討論！公明黨 連立之力、數字之力、信念之力                                                   |                    | 北側一雄/遠藤乙彥/池坊保子/白濱一良/西口浩/白川勝彥/平澤勝榮/仙谷由人/石川真澄/福岡政行/二木啟孝/山崎龍明 | [ 46 ]             |
| 151    | 10月     | 激論！東海村「臨界」事故與核能的未來 跨越世代 看不見的力量……                                    |                    | アイリーン・美緒子・スミス/明石昇二郎/石川迪夫/荻野晃也/加納時男/木元教子/久保寺昭子/齋藤伸三/竹村英明/槌田敦/藤井靖彥/吉井英勝 | [ 47 ]             |
| 152    | 11月     | 激論！解僱風暴與上班族的選擇 至世紀末終身僱傭的幻影……                                           |                    | 奥谷禮子/龜井靜香/草野厚/設樂清嗣/島田晴雄/清水信次/堀紘一/松浦清春/水谷研治/山田厚史/和田秀樹 | [ 48 ]             |
| 153    | 12月31日 | 激論！「新型戰爭」時代? 20世紀最後一年、那是數碼之年……                                          |                    | 石原伸晃/枝野幸男/岡田斗司夫/金子勝/高野孟/田中康夫/堀紘一/舛添要一/宮崎哲彌/宮崎綠/森本敏/山田厚史/和田秀樹由於千禧年關連節目的播放，本集實際上實在翌年元日深夜（1月2日凌晨）播放 | [ 49 ]             |
| 2000年 | 2000年   | 上年 / 下年 / 目錄                                                                              | 上年 / 下年 / 目錄 | 上年 / 下年 / 目錄 | 上年 / 下年 / 目錄 |
| 154    | 1月      | 激論！日本的自立與亞洲本音 21世紀亞細亞會如何變化…                                              |                    | イーザ・ユスロン/金美齢/グエン・ヴィン・トロン/池東旭/杜進/林華生/David Spector/草野厚/鹽崎恭久/高野孟/武見敬三/辻元清美/森本敏 | [ 50 ]             |
| 155    | 2月      | 激論！不需要民主主義嗎！？ 強行表決、在野黨缺席、市民投票，國會的角色呢…                        |                    | 今井一/小林節/田中康夫/八木秀次/茂木敏充/平澤勝榮/西田猛/古川元久/穀田惠二/辻元清美/佐藤道夫 | [ 51 ]             |
| 156    | 3月      | 激論！日本的家族危機？！ 大人的世界、孩子的世界、孤独的世界                                     |                    | 陳美齡/池內宏美/喜入克/Gregory Clark/寺脇研/富田富士也/濤川榮太/藤井誠二/藤崎育子/八木秀次/和田秀樹/等 | [ 52 ]             |
| 157    | 4月      | 激論！日本國憲法 從禁忌的束縛解放？……                                                           |                    | 石川好/姜尚中/小林節/高野孟/西原博史/西部邁/平澤勝榮/魚住裕一郎/淺尾慶一郎/平野貞夫/小泉親司/辻元清美 | [ 53 ]             |
| 158    | 5月      | 激論！總選舉臨近！ 21世紀日本的爭論議題與選擇？ 永田町會是崩潰還是團結？……                      |                    | 石原伸晃/高市早苗/赤松正雄/西田猛/枝野幸男/穀田惠二/東祥三/辻元清美/猪瀨直樹/金子勝/草野厚/福岡政行/宮崎哲彌/森本敏 | [ 54 ]             |
| 159    | 6月      | 激論！少年犯罪與少年法 正常還是異常？少年隱藏的東西……                                           |                    | 佐藤欣子/瀨戶則夫/武るり子/千葉紘子/蝶野正洋/藤井誠二/保坂展人/町澤靜夫/水口義朗/宮崎學/宮崎哲彌/本村洋 | [ 55 ]             |
| 160    | 7月      | 激論！21世紀日本的「戰略」 老兵凋零，唯託付政治於新兵……                                         |                    | 石原伸晃/中谷元/枝野幸男/末松義規/東祥三/穀田惠二/辻元清美/井尻千男/金子勝/金美齢/宮崎哲彌/森本敏 | [ 56 ]             |
| 161    | 8月      | 激論！日本的「國民教育」 21世紀需要怎樣的教育？……                                               |                    | 大谷昭宏/河上亮一/草野厚/坂井三郎/榮陽子/高市早苗/武見敬三/田中康夫/寺脇研/原陽子/保坂展人/和田秀樹 | [ 57 ]             |
| 162    | 9月      | 現在，是女性的時代嗎！？ 男性女性大爭論                                                         |                    | 石原里紗/大泉博子/奥谷禮子/小澤遼子/酒井あゆみ/遙洋子/日比野みさき/福島瑞穗/猪瀨直樹/堀紘一/水口義朗/宮崎哲彌 | [ 58 ]             |
| 163    | 10月     | 徹底討論！激變的朝鮮半島與在日朝鮮人                                                            |                    | 重村智計/田岡俊次/辻元清美/平澤勝榮/吉田康彥 ・總連系：卞宰洙（文芸評論家）/洪祥進（朝鮮人強制連行調査團事務局長）/全哲男（朝鮮新報論說委員）/梁玉出（朝鮮大學校教員） ・民團系：徐龍達（桃山學院大學教授）/金總領（記者）/朴鐵民（雑誌編集人）/姜誠（報告文學作家） | [ 59 ]             |
| 164    | 11月     | 激論！加藤政變劇與日本政治！！                                                                  |                    | 小林興起/平澤勝榮/武見敬三/山本一太/高木陽介/小池百合子/枝野幸男/東祥三/木島日出夫/辻元清美/金子勝/岸井成格/福岡政行 | [ 60 ]             |
| 165    | 12月     | 21世紀是日本的世紀嗎！？                                                                        |                    | 渡邊喜美/山本一太/枝野幸男/筆坂秀世/辻元清美/金子勝/斎木尚子/島田晴雄/鈴木寬/田中康夫/野坂昭如/遙洋子/山田厚史/アン・マクドナルド/Tony László/Peter Landers/Benjamin Fulford/劉黎兒/等 | [ 61 ]             |
| 2001年 | 2001年   | 上年 / 下年 / 目錄                                                                              | 上年 / 下年 / 目錄 | 上年 / 下年 / 目錄 | 上年 / 下年 / 目錄 |
| 166    | 1月      | 激論！日本的戰爭                                                                                |                    | 猪瀨直樹/笠原十九司/姜尚中/草野厚/土門周平/中村粲/秦郁彥/橋爪大三郎/山田朗/小池百合子/辻元清美 | [ 62 ]             |
| 167    | 2月      | 有害節目與媒體規制                                                                              |                    | 猪瀨直樹/植田豊喜/大谷昭宏/岡留安則/川村晃司/Kent Gilbert/真田範行/世耕弘成/土屋敏男/泰利伊藤/服部孝章/森治美/八代英太/吉田秀夫 | [ 63 ]             |
| 168    | 3月30日  | 日本不幸的政治？！                                                                              |                    | 石原伸晃/大村秀章/高木陽介/鶴保庸介/枝野幸男/樽床伸二/東祥三/小池晃/辻元清美/中田宏/金子勝/今井一/下村滿子/宮崎哲彌 | [ 64 ]             |
| 169    | 4月      | 激論！小泉新政權與日本政治                                                                      |                    | 石原伸晃/小林興起/大村秀章/松島綠/高木陽介/小池百合子/枝野幸男/達增拓也/小池晃/辻元清美/中田宏/金子勝/白石真澄/歳川隆雄/Benjamin Fulford/宮崎哲彌 | [ 65 ]             |
| 170    | 5月      | 激論！「歴史教科書問題」是怎麼回事！？                                                          |                    | 下村博文/高市早苗/仙谷由人/福島瑞穗/上杉聰/姜尚中/黄榮植/黄文雄/高嶋伸欣/西尾幹二/西岡力/秦郁彥/藤岡信勝/和田春樹 | [ 66 ]             |
| 171    | 6月      | 激論！小泉政權與參院大選                                                                        |                    | 熊代昭彥/平澤勝榮/高木陽介/西川太一郎/枝野幸男/東祥三/佐佐木憲昭/辻元清美/金子勝/木元教子/草野厚/歳川隆雄/宮崎哲彌/森本敏 | [ 67 ]             |
| 172    | 7月      | 激論！靖國問題是什麼事情？！                                                                    |                    | 王智新/大原康男/姜尚中/工藤雪枝/清水信次/辻元清美/西尾幹二/平澤勝榮/ヒルシャー・ゲプハルト/水島朝穗/百地章主持人：渡邊宜嗣 | [ 68 ]             |
| 173    | 8月      | 激論！國民生活會怎樣！？                                                                        |                    | 根本匠/山本幸三/大村秀章/枝野幸男/古川元久/金子勝/島田晴雄/白石真澄/Peter Landers/松原聰/水野隆德/森永卓郎 | [ 69 ]             |
| 174    | 9月      | 激論！開戰前夕？！ 新型戰爭與日本                                                               |                    | 石破茂/平澤勝榮/首藤信彥/東祥三/辻元清美/足立正生/アレズ・ファクレジャハニ/Kent Gilbert/田岡俊次/フマユン・ムガール/水口章/森本敏 | [ 70 ]             |
| 175    | 10月     | 激論！「空襲阿富汗作戰」真的成功了嗎？                                                          |                    | アミン・コヒィ/石破茂/飯塚正人/笈川博一/河野太郎/森本敏/首藤信彥/田岡俊次/David Spector/辻元清美/歳川隆雄/宮崎哲彌 | [ 71 ]             |
| 176    | 11月     | 激論！日本國崩潰之日！？ ～經濟能再生嗎？～                                                     |                    | 栗原博久/河野太郎/小林興起/根本匠/枝野幸男/中田宏/猪瀨直樹/植草一秀/江田憲司/金子勝/松原聰/宮崎哲彌/森永卓郎 | [ 72 ]             |
| 177    | 12月31日 | 激論！小泉純一郎能給日本國民帶來幸福嗎？                                                        |                    | 荒井廣幸/平澤勝榮/渡邊喜美/枝野幸男/首藤信彥/辻元清美/猪瀨直樹/植草一秀/金子勝/紺谷典子/島田晴雄/野坂昭如/宮崎哲彌/森本敏 | [ 73 ]             |
| 2002年 | 2002年   | 上年 / 下年 / 目錄                                                                              | 上年 / 下年 / 目錄 | 上年 / 下年 / 目錄 | 上年 / 下年 / 目錄 |
| 178    | 1月25日  | 激論！日本國的「國益」思考                                                                      |                    | 江田憲司/大村秀章/河野太郎/高市早苗/達增拓也/辻元清美/根本匠/古川元久/宮崎哲彌/八幡和郎/屋山太郎/山本一太 | [ 74 ]             |
| 179    | 2月22日  | 激論！小泉首相也是「抵抗勢力」嗎?                                                               |                    | 小林興起/平澤勝榮/下村博文/河村隆之/淺尾慶一郎/東祥三/佐佐木憲昭/辻元清美/江田憲司/草野厚/堀紘一/宮崎哲彌 | [ 75 ]             |
| 180    | 3月29日  | 激論！言論、表現的自由消失之日！？                                                              |                    | 井尻千男/熊代昭彥/佐久間達哉/新美育文/藤井昭夫/桂敬一/蟹瀨誠一/小宮山洋子/坂井真/歳川隆雄/二木啟孝/宮崎哲彌/吉岡忍 | [ 76 ]             |
| 181    | 4月26日  | 激論！需要為「有事法制」整備擔憂嗎？                                                            |                    | 石破茂/山本一太/山口那津男/渡邊周/鎌田小百合/東祥三/小泉親司/今川正美/姜尚中/工藤雪枝/志方俊之/田岡俊次/田中康夫/水島朝穗 | [ 77 ]             |
| 182    | 5月31日  | 激論！逃亡事件與日本外交                                                                        |                    | 平澤勝榮/山本一太/首藤信彥/東祥三/緒方靖夫/山口壯/久枝讓治/中村仁威/金美齢/草野厚/歳川隆雄/秦郁彥/森本敏/吉田康彥 | [ 78 ]             |
| 183    | 6月28日  | 激論！石原慎太郎與新聞報導                                                                      |                    | 市川周/大谷昭宏/小澤遼子/金子勝/穀田惠二/德田虎雄/西村真悟/西尾幹二/野坂昭如/花岡信昭/矢崎泰久/山口二郎 | [ 79 ]             |
| 184    | 7月26日  | 激論！小泉政權的中間總括                                                                        |                    | 小林興起/根本匠/高木陽介/小澤銳仁/穀田惠二/福島瑞穗/猪瀨直樹/江田憲司/金子勝/歳川隆雄/松原聰/宮崎哲彌 | [ 80 ]             |
| 185    | 8月30日  | 激論！「劇場型政治」的功罪                                                                      |                    | 井尻千男/川村晃司/姜尚中/草野厚/熊代昭彥/小宮山洋子/服部孝章/馬場康一/二木啟孝/八木秀次/山本一太/宮崎哲彌 | [ 81 ]             |
| 186    | 9月27日  | 激論！美國是正義之國嗎? ～北朝鮮、伊拉克、中東～                                                |                    | 石破茂/平澤勝榮/山本一太/枝野幸男/東祥三/足立正生/姜尚中/木村三浩/重村智計/David Spector/歳川隆雄/中林美惠子/森本敏 | [ 82 ]             |
| 187    | 11月8日  | 激論！綁架問題與核問題及日本的安全保障                                                          |                    | 平澤勝榮/山本一太/首藤信彥/東祥三/小澤遼子/姜尚中/重村智計/池東旭/西岡力/野坂昭如/森本敏/宮崎哲彌/吉田康彥 | [ 83 ]             |
| 188    | 11月29日 | 激論！日本這樣就好嗎！ ～歴史認識、北朝鮮、安全保障～                                           |                    | 阿形充規/上田哲/木村三浩/穀田惠二/四宮正貴/高木陽介/中林美惠子/秦郁彥/馬場康一/平澤勝榮/保坂展人/吉田康彥/大谷昭宏 | [ 84 ]             |
| 189    | 12月31日 | 激論！2003，日本走向何方！ ～戰後民主主義與新聞報導～                                           |                    | 山本一太/穀田惠二/天野禮子/片岡都美/金子勝/姜尚中/西尾幹二/野坂昭如/宮崎哲彌/森本敏/八木秀次/山田厚史/吉田康彥/宮崎學 | [ 85 ]             |
| 2003年 | 2003年   | 上年 / 下年 / 目錄                                                                              | 上年 / 下年 / 目錄 | 上年 / 下年 / 目錄 | 上年 / 下年 / 目錄 |
| 190    | 1月31日  | 激論！美國是「流氓國家」嗎！？                                                                  |                    | 石川好/岡崎久彥/小田實/金子勝/姜尚中/岸井成格/西部邁/松本健一 | [ 86 ]             |
| 191    | 2月      | 激論！不再要小泉和菅…年輕評論家的日本選擇 ～伊拉克戰爭、北朝鮮及日本的新聞報導～                |                    | 阿久津博康/勝谷誠彥/工藤雪枝/田中宇/中林美惠子/宮崎哲彌/宮台真司/村田晃嗣/山本一太/和田秀樹/金子勝/宮崎學 | [ 87 ]             |
| 192    | 3月      | 激論！伊拉克戰爭要結束了嗎！？                                                                  |                    | 東祥三/勝谷誠彥/金子勝/川村晃司/コリーヌ・ブレ/首藤信彥/田岡俊次/高橋和夫/Benjamin Fulford/宮崎哲彌/村田晃嗣/森本敏/山本一太 | [ 88 ]             |
| 193    | 4月      | 激論！最強的帝國主義? 美國的真身                                                                |                    | 金子勝/姜尚中/河野太郎/小林善紀/ジェームズ・ワグナー/重信メイ/重村智計/田中宇/原口一博/宮崎哲彌/村田晃嗣/森本敏 | [ 89 ]             |
| 194    | 5月      | 激論！最強的「帝國」美國 PART2                                                                  |                    | 平澤勝榮/山本一太/原口一博/青山繁晴/大谷昭宏/姜尚中/きくちゆみ/小林善紀/宮崎哲彌/村田晃嗣/森本敏/重村智計 | [ 90 ]             |
| 195    | 6月      | 激論！怎麼辦？北朝鮮問題？！                                                                    |                    | 李ビョンソン/姜尚中/小池百合子/志方俊之/重村智計/朱建榮/鄭甲壽/David Spector/平澤勝榮/保坂展人/村田晃嗣/吉田康彥/蓮舫/渡邊周 | [ 91 ]             |
| 196    | 8月2日   | 激論！年輕人的暴走、獸性以及無責任大人令日本沉沒？                                              |                    | 池內宏美/井尻千男/大谷昭宏/長田百合子/勝谷誠彥/喜入克/熊代昭彥/西尾幹二/藤井誠二/福島瑞穗/宮崎哲彌/宮台真司/和田秀樹 | [ 92 ]             |
| 197    | 8月      | 激論！「愛國心」與「國益」 ～這樣下去日本真的好嗎？！～                                         |                    | 金子勝/姜尚中/金美齢/小林善紀/高野孟/西部邁/樋口惠子/森本敏 | [ 93 ]             |
| 198    | 9月      | 激論！小泉新內閣誕生! 總選舉臨近？！ 日本會怎樣！                                               |                    | 栗原博久/山本一太/遠山清彥/原口一博/樋高剛/佐佐木憲昭/植田至紀/松原聰/宮崎哲彌/村田晃嗣/山田厚史/橫江公美/有志成為政治前的前年輕官僚等：井上信治/上野賢一郎/葉梨康弘/北神圭朗/福島伸享/上田けい子 | [ 94 ]             |
| 199    | 10月     | 激論！總選舉近在眼前! 怎麼辦？！ 日本會怎樣？！                                                 |                    | 山本一太/小林温/淺尾慶一郎/鈴木寬/遠山清彥/小池晃/鶴保庸介/福島瑞穗/小澤遼子/金子勝/宮崎哲彌/松原聰/村田晃嗣 | [ 95 ]             |
| 200    | 11月     | 衝撃! 恐怖襲擊不斷爆發！ 伊拉克局勢漸趨緊張 接下來目標是日本？                                  |                    | 姜尚中/穀田惠二/小林善紀/小宮山洋子/小森陽一/田岡俊次/高橋和夫/武見敬三/宮崎哲彌/村田晃嗣/森本敏/潮匡人 | [ 96 ]             |
| 201    | 12月     | 激論！生存下去吧，日本！                                                                        |                    | 阿久津博康/勝谷誠彥/姜尚中/工藤雪枝/穀田惠二/小林善紀/高橋和夫/武見敬三/原口一博/宮崎哲彌/村田晃嗣/森本敏/吉田康彥/福島瑞穗 | [ 97 ]             |
| 2004年 | 2004年   | 上年 / 下年 / 目錄                                                                              | 上年 / 下年 / 目錄 | 上年 / 下年 / 目錄 | 上年 / 下年 / 目錄 |
| 202    | 1月      | 激論！現在，為什麼要「修憲」？                                                                  |                    | 山本一太/高木陽介/古川元久/小泉親司/姜尚中/草野厚/工藤雪枝/小林節/小林善紀/小森陽一/馬場康一/宮崎哲彌/村田晃嗣 | [ 98 ]             |
| 203    | 2月      | 激論！崩潰？日本的年金制度                                                                      |                    | 熊代昭彥/大村秀章/福島豊/古川元久/小池晃/荻原博子/金子勝/佐藤治彥/須田慎一郎/遙洋子/松原聰/山崎泰彥 | [ 99 ]             |
| 204    | 3月      | 激論！奧姆和聯合赤軍還沒終結？！                                                                |                    | 植垣康博/勝谷誠彥/香山莉香/喜入克/小阪修平/小林善紀/島田裕巳/鈴木邦男/土本武司/遙洋子/宮崎哲彌/宮崎學/森達也 | [ 100 ]            |
| 205    | 4月      | 激論！憎恨和屠殺！！ 伊拉克的未來如何？！                                                       |                    | アレズ・ファクレジャハニ/勝谷誠彥/川村晃司/木村三浩/小林善紀/橋田信介/首藤信彥/高橋和夫/武見敬三/遠山清彥/宮崎哲彌/村田晃嗣/森本敏/安田純平 | [ 101 ]            |
| 206    | 5月      | 激論！日朝會談的真相與小泉外交                                                                  |                    | 青山繁晴/勝谷誠彥/木村剛/小林善紀/重村智計/原口一博/日垣隆/平澤勝榮/宮台真司/宮崎學/森本敏/山本一太/柳在順主持人：宮崎哲彌 | [ 102 ]            |
| 207    | 6月25日  | 徹底討論！皇室與日本！                                                                          |                    | 猪瀨直樹/笠原英彥/工藤雪枝/小林善紀/小宮山洋子/四宮正貴/高橋紘/遙洋子/宮崎哲彌/森岡正宏/八木秀次 | [ 104 ]            |
| 208    | 7月      | 激論！日本職業棒球要消亡？！                                                                    | 錄播               | 江本孟紀/栗山英樹/坂井保之/二宮清純/遙洋子/東尾修/廣瀨一郎/古田敦也/堀江貴文/三宅久之/ヨネスケ | [ 105 ]            |
| 209    | 8月      | 激論！日美同盟真的有必要嗎？！ 沖繩直升機事故與日美同盟                                         |                    | 糸数慶子/岡崎久彥/姜尚中/小林善紀/下地幹郎/田岡俊次/中林美惠子/長島昭久/宮崎哲彌/村田晃嗣 | [ 106 ]            |
| 210    | 9月      | 日本職業棒球走向何方？                                                                          |                    | 伊藤修/小林至/坂井保之/坂本幸夫/玉木正之/泰利伊藤/野崎靖博/野村克也/廣瀨一郎/村田佳壽子 | [ 107 ]            |
| 211    | 11月5日  | 激論！把握日本命運的超大國新戰略與小泉外交 怎麼辦！？ 日、中、美 新時代                         |                    | 枝野幸男/王曙光/姜尚中/勝谷誠彥/小林善紀/ジェームズ・ワグナー/朱建榮/田畑光永/宮崎哲彌/村田晃嗣/森本敏/山田厚史/山本一太/呂英華 | [ 108 ]            |
| 212    | 11月26日 | 激論！小泉首相的決斷與責任 ～中國、伊拉克、北朝鮮～                                             |                    | 青山繁晴/金子勝/姜尚中/小林善紀/高橋和夫/中林美惠子/松原仁/村田晃嗣/森本敏/山本一太/吉田康彥 | [ 109 ]            |
| 213    | 12月31日 | 激論！綁架問題與北朝鮮、中國、美國 ～迎來「定年」的戰後民主主義～                               |                    | 青山繁晴/秋尾沙戶子/石高賢治/猪瀨直樹/枝野幸男/王曙光/勝谷誠彥/姜尚中/小林善紀/小坂浩彰/平澤勝榮/福島瑞穗/宮崎哲彌/村田晃嗣/森本敏/山本一太 | [ 110 ]            |
| 2005年 | 2005年   | 上年 / 下年 / 目錄                                                                              | 上年 / 下年 / 目錄 | 上年 / 下年 / 目錄 | 上年 / 下年 / 目錄 |
| 214    | 1月28日  | 激論！這樣的教育毀滅日本？！                                                                    |                    | 長田百合子/喜入克/小林善紀/高篠榮子/中井浩一/福島瑞穗/藤井誠二/水谷修/宮崎哲彌/森越康雄/吉田博彥/和田秀樹 | [ 111 ]            |
| 215    | 2月25日  | 激論！第2期布殊政權走向何方？ ～布殊能給世界帶來幸福嗎！？～                                    |                    | 青山繁晴/大野元裕/香山莉香/姜尚中/小林善紀/重村智計/末延吉正/末松義規/田中宇/村田晃嗣/森本敏/山本一太/吉崎達彥 | [ 112 ]            |
| 216    | 4月1日   | 激論！堀江A夢現象與日本社會                                                                     |                    | 淺尾慶一郎/板倉雄一郎/大谷昭宏/小飼彈/小林興起/紺谷典子/辛淑玉/David Spector/永澤徹/Benjamin Fulford/堀紘一/山田厚史 | [ 113 ]            |
| 217    | 4月29日  | 激論！反日遊行與日中新時代                                                                      |                    | 青山繁晴/王曙光/賈珊/姜尚中/金文學/小林善紀/葉千榮/田畑光永/秦郁彥/福島瑞穗/森本敏/山本一太 | [ 114 ]            |
| 218    | 5月27日  | 激論！小泉外交的戰略與國益                                                                      |                    | 勝谷誠彥/姜尚中/小林善紀/穀田惠二/田岡俊次/田中宇/重村智計/宮崎哲彌/村田晃嗣/森本敏/山本一太/葉千榮/吉田康彥 | [ 115 ]            |
| 219    | 7月1日   | 激論！戰敗60年! 前帝國軍人與那場戰爭一刀兩斷！                                                  | 錄播               | 阿部三郎（海軍中尉）/池部良（陸軍中尉、演員）/大村富美夫（陸軍上等兵）/沖原紀夫（海軍大尉）/小澤一彥（海軍大尉）/加藤六月（陸軍士官候補生、元眾議院議員）/簡茂松（陸軍上等兵）/木下迪介（陸軍上等兵）/齊藤一好（海軍大尉）/太宰信明（海軍二等航空兵曹）/寺嶋芳彥（海軍兵曹長）/名越二荒之助（陸軍軍曹）/松浦喜一（陸軍少尉）/佐島直子/明珍美紀/遥洋子 | [ 116 ]            |
| 220    | 8月5日   | 激論！第2彈 前帝國軍人戰爭全述說！                                                              | 錄播               | 井上理二（海軍二等兵曹、驅逐艦磯風乗組員）/小板橋孝策（海軍上等兵曹、重巡愛宕乗組員）/小灘利春（海軍大尉、回天搭乗員）/鈴木英男（海軍中尉、神雷部隊櫻花隊分隊士）/武井松太郎（海軍上等水兵、軍艦武藏會會長）/斎藤邦雄（陸軍上等兵）/篠塚良雄（關東軍731部隊）/鈴木忠藏（陸軍伍長）/高橋正二（陸軍參謀、大本營參謀）/土門周平（陸軍士官學校卒 陸軍戰車連隊中隊長）/佐島直子/明珍美紀/遙洋子                                                                               | [ 117 ]            |
| 221    | 8月26日  | 激論！現在的日本應該委予小泉純一郎重任嗎？                                                      |                    | 山本一太/蓮舫/遠山清彥/大門實紀史/福島瑞穗/勝谷誠彥/金子勝/荻原博子/末延吉正/松原聰/宮崎哲彌/等 | [ 118 ]            |
| 222    | 9月      | 激論！壓勝小泉的打算與日本                                                                      |                    | 河野太郎/原口一博/高木陽介/穀田惠二/福島瑞穗/荻原博子/姜尚中/小林節/松原聰/村尾信尚/宮崎哲彌/山本一太 | [ 119 ]            |
| 223    | 11月4日  | 激論！修憲的是非與日本                                                                          |                    | 中谷元/武見敬三/高木陽介/枝野幸男/笠井亮/保坂展人/今井一/姜尚中/小林節/小森陽一/村田晃嗣/森本敏 | [ 120 ]            |
| 224    | 11月25日 | 激論！少子化為什麼不好？！                                                                      |                    | 松島綠/蓮舫/福島瑞穗/奥谷禮子/長田百合子/金美齢/遙洋子/ミュリエル・ジョリヴェ/勝谷誠彥/松原聰/森永卓郎/八木秀次 | [ 121 ]            |
| 225    | 12月     | 恒例！大晦日特別篇「改革還是變革，小泉政權的走向與日本」                                        |                    | 平澤勝榮/山本一太/枝野幸男/小宮山洋子/小池晃/辻元清美/王曙光/勝谷誠彥/金子勝/姜尚中/宮崎哲彌/村尾信尚/村田晃嗣/森永卓郎/森本敏 | [ 122 ]            |
| 2006年 | 2006年   | 上年 / 下年 / 目錄                                                                              | 上年 / 下年 / 目錄 | 上年 / 下年 / 目錄 | 上年 / 下年 / 目錄 |
| 226    | 1月      | 激論！堀江A夢衝擊與日本                                                                         | 錄播               | 平澤勝榮/菅直人/板倉雄一郎/奥村宏/小飼彈/スコット・ハーズ/須田慎一郎/永澤徹/樋口惠子/本間正明 | [ 123 ]            |
| 227    | 2月      | 激論！天皇                                                                                      |                    | 山本一太/小宮山洋子/小澤遼子/小池晃/小林節/清水建宇/鈴木邦男/高橋紘/高森明勅/中丸薫/宮崎哲彌/八木秀次 | [ 124 ]            |
| 228    | 3月      | 激論！怎麼辦？「格差擴大社會」的日本？！                                                        |                    | 勝谷誠彥/金子勝/鴨桃代/林信吾/平野岳史/松原聰/宮崎哲彌/森永卓郎/吉崎達也/世耕弘成/蓮舫/仁比聰平/辻元清美 | [ 125 ]            |
| 229    | 4月      | 激論！電視有未來嗎？！                                                                          |                    | 世耕弘成/蓮舫/池田信夫/川村晃司/坂本衛/土屋敏男/David Spector/服部孝章/廣瀨道貞/松原聰/宮崎哲彌/吉田望 | [ 126 ]            |
| 230    | 5月      | 激論！日本是美國的屬國嗎？！                                                                    |                    | 武見敬三/長島昭久/小池晃/福島瑞穗/下地幹郎/青山繁晴/姜尚中/金美齢/志方俊之/村田晃嗣/森本敏/湯淺一郎 | [ 127 ]            |
| 230    | 7月7日   | 激論！北朝鮮發射導彈與日本！                                                                    | 錄播               | 阿部知子/天木直人/猪瀨直樹/片山皋月/金子勝/重村智計/田岡俊次/古川元久/村田晃嗣/森本敏/山本一太/葉千榮/平澤勝榮 | [ 128 ]            |
| 232    | 7月      | 激論！昭和天皇與靖國神社                                                                        | 錄播               | 武見敬三/山本一太/細野豪志/岡崎久彥/香山莉香/姜尚中/草野厚/小森陽一/鈴木邦男/高橋紘/宮崎哲彌/八木秀次 | [ 129 ]            |
| 233    | 8月      | 激論！戰後日本的終結與「新聞報導」                                                              | 錄播               | 武見敬三/江田五月/岡崎久彥/姜尚中/下村滿子/高野孟/田中均/富岡幸一郎/秦郁彥 | [ 130 ]            |
| 234    | 9月      | 激論！安倍政權與日本的命運                                                                      |                    | 赤池誠章/片山皋月/平澤勝榮/山本一太/枝野幸男/辻元清美/江田憲司/荻原博子/金子勝/姜尚中/村田晃嗣/八木秀次 | [ 131 ]            |
| 235    | 11月4日  | 激論！日本的核武装論                                                                            |                    | 河野太郎/山本一太/原口一博/青山繁晴/潮匡人/姜尚中/櫛淵萬里/高野孟/村田晃嗣/森本敏/吉田康彥/伊藤貫 | [ 132 ]            |
| 236    | 11月     | 激論！「欺凌」「自殺」與日本教育                                                                |                    | 葉梨康弘/蓮舫/福島瑞穗/伊藤玲子/喜入克/鈴木義昭/寺脇研/中嶋博行/長谷川潤/宮崎哲彌/森越康雄/八木秀次 | [ 133 ]            |
| 237    | 12月     | 激論！「北朝鮮」「激變的世界」 日本外交走得通嗎？                                               |                    | 平澤勝榮/山口壯/高木陽介/穀田惠二/福島瑞穗/大野元裕/勝谷誠彥/姜尚中/重村智計/西岡力/宮崎哲彌/村田晃嗣/森本敏/山田厚史/葉千榮/劉江永 | [ 134 ]            |
| 2007年 | 2007年   | 上年 / 下年 / 目錄                                                                              | 上年 / 下年 / 目錄 | 上年 / 下年 / 目錄 | 上年 / 下年 / 目錄 |
| 238    | 1月      | 激論！格差擴大！僱傭崩壞！你還能如何生存下去？                                                  |                    | 大村秀章/片山皋月/小澤銳仁/辻元清美/板倉雄一郎/荻原博子/設樂清嗣/城繁幸/堀紘一/松原聰/森永卓郎/藥師院仁志 | [ 135 ]            |
| 239    | 2月      | 激論！「女性」改變日本！                                                                        |                    | 片山皋月/古屋範子/小宮山洋子/福島瑞穗/雨宮處凛/アレズ・ファクレジャハニ/大高未貴/荻原博子/小澤遼子/櫛淵萬里/坪谷郁子/遙洋子 | [ 136 ]            |
| 240    | 3月      | 徹底討論！日中 真正的鄰國之道 ～怎麼辦？日中新時代～                                            |                    | 石井明/森本敏/宮崎哲彌/下村滿子/劉江永/湯重南/邱震海/石齊平凤凰卫视同步转播。多重麗音播放，副聲道有普通話翻譯播放。 | [ 137 ]            |
| 241    | 4月      | 激論！「官僚國家」日本的去向                                                                    |                    | 片山皋月/山際大志郎/馬淵澄夫/江田憲司/須田慎一郎/鄉原信郎/齋藤健/寺脇研/二木啟孝/John Muwete Muluaka/山田厚史/若林亞紀 | [ 138 ]            |
| 242    | 5月      | 激論！日本國憲法                                                                                |                    | 平澤勝榮/高木陽介/細野豪志/仁比聰平/辻元清美/伊藤真/今井一/潮匡人/香山莉香/姜尚中/小林節/竹花光範/田村重信/森本敏 | [ 139 ]            |
| 243    | 6月      | 激論！爭奪天下的參院選！所以大家都去投票吧！                                                    |                    | 河野太郎/片山皋月/高木陽介/細野豪志/蓮舫/穀田惠二/保坂展人/江田憲司/荻原博子/金子勝/金美齢/村田晃嗣 | [ 140 ]            |
| 244    | 7月27日  | 激論！爭奪天下的參院選！那一票與日本的走向                                                      |                    | 西村康稔/高木陽介/枝野幸男/穀田惠二/阿部知子/龜井靜香/田中康夫/江田憲司/荻原博子/岸井成格/村田晃嗣/渡部恒雄 | [ 141 ]            |
| 245    | 8月      | 激論！安倍改造內閣 vs 民主黨                                                                    |                    | 三原朝彥/山本一太/片山皋月/高木陽介/枝野幸男/細野豪志/蓮舫/江田憲司/姜尚中/森永卓郎/森本敏/渡部恒雄 | [ 142 ]            |
| 246    | 9月28日  | 激論！福田新政權誕生！怎麼辦？！ 較勁國會                                                       |                    | 世耕弘成/片山皋月/高木陽介/細野豪志/福山哲郎/穀田惠二/辻元清美/江田憲司/村田晃嗣/荻原博子/山口二郎/草野厚 | [ 143 ]            |
| 247    | 10月19日 | 激論！「國技 大相撲」有未來嗎？！                                                               |                    | 松浪健四郎/龍虎孝宗/琴乃富士宗義/維新力浩司/國東始/GUTS石松/ソガル・エルデネ/どす恋花子/戶塚宏/中澤潔/二木啟孝/北斗晶 | [ 144 ]            |
| 248    | 11月30日 | 激論！「檢察的正義」究竟是什麼？！                                                              |                    | 大谷昭宏/小澤遼子/鄉原信郎/鈴木宗男/土本武司/永野義一/中山信一/平澤勝榮/宮崎學/村岡兼造/鷲見一雄 | [ 145 ]            |
| 249    | 12月31日 | 激論！「偽」之國？ 日本的走向！                                                                 |                    | 世耕弘成/山本一太/高木陽介/長妻昭/淺尾慶一郎/穀田惠二/辻元清美/江田憲司/猪瀨直樹/荻原博子/姜尚中/手嶋龍一/歳川隆雄/水野和夫/村田晃嗣/森本敏 | [ 146 ]            |
| 2008年 | 2008年   | 上年 / 下年 / 目錄                                                                              | 上年 / 下年 / 目錄 | 上年 / 下年 / 目錄 | 上年 / 下年 / 目錄 |
| 250    | 1月25日  | 激論！怎麼辦？！「全球暖化」                                                                    |                    | 淺岡美惠/伊藤公紀/江田憲司/江守正多/王曙光/小池百合子/崎田裕子/野口健/福山哲郎/藥師院仁志/山地憲治 | [ 147 ]            |
| 251    | 2月29日  | 激論！日本經濟會怎樣？！ ～没落？！ 復活的關鍵？！～                                            |                    | 片山皋月/中川雅治/古川元久/大塚耕平/辻元清美/荻原博子/堀紘一/本間正明/町田徹/水野和夫/森永卓郎/菊池英博 | [ 148 ]            |
| 252    | 3月28日  | 激論！地方分權能拯救日本？！                                                                    |                    | 相川俊英/淺尾慶一郎/淺野史郎/猪瀨直樹/片山皋月/片山虎之助/佐佐木惠美子/神野直彥/根本良一/東國原英夫/松澤成文 | [ 149 ]            |
| 253    | 4月25日  | 激論！「新型貧困」與日本                                                                        |                    | 世耕弘成/山井和則/雨宮處凛/奥谷禮子/河添誠/龍井葉二/堀紘一/松原聰/森永卓郎/湯淺誠/渡邉正裕 | [ 150 ]            |
| 254    | 5月30日  | 激論！「官僚國家」日本的走向                                                                    |                    | 片山皋月/細野豪志/辻元清美/江田憲司/猪瀨直樹/太田述正/片山虎之助/河邊啟二/高橋洋一/寺脇研/中野雅至/若林亞紀 | [ 151 ]            |
| 255    | 6月27日  | 激論！裁判員制度會怎樣？！ ～你會裁決一個人嗎？～                                               |                    | 丸山和也/福島瑞穗/伊藤和子/江川紹子/姜尚中/小池振一郎/鄉原信郎/小林節/高井康行/高島章/森達也 | [ 152 ]            |
| 256    | 7月25日  | 激論！綁架、核問題…日朝關係會怎樣？！                                                           | 錄播               | 平澤勝榮/山本一太/岩國哲人/森裕子/荒木和博/金慶珠/重村智計/朱建榮/手嶋龍一/增元照明/森本敏/吉田康彥 | [ 153 ]            |
| 257    | 8月29日  | 激論！現在的「皇室」與日本                                                                      |                    | 猪瀨直樹/上杉隆/小澤遼子/香山莉香/斎藤環/高橋紘/高森明勅/西尾幹二/平田文昭/森暢平/矢崎泰久 | [ 154 ]            |
| 258    | 9月26日  | 激論！爭奪天下？！ 日本政治                                                                     |                    | 片山皋月/世耕弘成/高木陽介/枝野幸男/蓮舫/大門實紀史/辻元清美/江田憲司/上杉隆/片山虎之助/高橋洋一/水野和夫/森永卓郎 | [ 155 ]            |
| 259    | 10月24日 | 激論！世界金融危機與日本                                                                        |                    | 伊藤達也/大村秀章/高木陽介/枝野幸男/大塚耕平/大門實紀史/荻原博子/勝間和代/堀紘一/水野和夫/森永卓郎/ヤスパー・コール | [ 156 ]            |
| 260    | 11月28日 | 激論！田母神問題與自衛隊                                                                        |                    | 平澤勝榮/淺尾慶一郎/井上哲士/辻元清美/潮匡人/姜尚中/小森陽一/沙音里/田岡俊次/西尾幹二/花岡信昭/水島總/森本敏 | [ 157 ]            |
| 261    | 12月31日 | 激論！2009年「崖上」的日本 ～脱·貧困！怎麼辦？！ 經濟·僱傭危機～                                |                    | 大村秀章/高木陽介/枝野幸男/辻元清美/穀田惠二/青木信明/雨宮處凛/猪瀨直樹/小川仁志/河添誠/建入ひ與み/龍井葉二/水野和夫/堀紘一/山口素明/湯淺誠/渡邉美樹 | [ 158 ]            |
| 2009年 | 2009年   | 上年 / 下年 / 目錄                                                                              | 上年 / 下年 / 目錄 | 上年 / 下年 / 目錄 | 上年 / 下年 / 目錄 |
| 262    | 1月30日  | 激論！奧巴馬新總統與日本                                                                        |                    | 茂木敏充/淺尾慶一郎/潮匡人/勝間和代/姜尚中/手嶋龍一/森永卓郎/森本敏/葉千榮/冷泉彰彥/ロバート・グロンディン/渡部恒雄 | [ 159 ]            |
| 263    | 2月27日  | 激論！怎麼辦？！ 醫療崩壞                                                                       |                    | 大村秀章/小池晃/青木正美/石井苗子/小野崎耕平/河邊啟二/下村滿子/菅沼定憲/本田宏/村上正泰/堀口貞夫/宮脇正和/等 | [ 160 ]            |
| 264    | 3月27日  | 激論！小澤民主黨會怎樣？！                                                                      |                    | 山本一太/高木陽介/枝野幸男/細野豪志/蓮舫/山下芳生/保坂展人/上杉隆/荻原博子/片山虎之助/鄉原信郎/山口二郎 | [ 161 ]            |
| 265    | 4月24日  | 激論！日本的安全保障與外交                                                                      |                    | 山本一太/淺尾慶一郎/穀田惠二/青木理/天木直人/井上和彥/潮匡人/金慶珠/田母神俊雄/手嶋龍一/村田晃嗣/森本敏/吉田康彥 | [ 162 ]            |
| 266    | 5月29日  | 激論！「自民vs民主」激突! 日本政治會怎樣？！                                                    |                    | 茂木敏充/河野太郎/枝野幸男/淺尾慶一郎/高木陽介/小池晃/辻元清美/上杉隆/潮匡人/高野孟/森本敏/渡部恒雄 | [ 163 ]            |
| 267    | 6月26日  | 激論！怎麼辦？！ 新型貧困                                                                       |                    | 大村秀章/片山皋月/福山哲郎/山井和則/小池晃/雨宮處凛/板倉雄一郎/勝間和代/金美齡/堀紘一/松原聰/森永卓郎/湯淺誠 | [ 164 ]            |
| 268    | 7月24日  | 激論！政權選擇選舉與日本的命運！                                                                |                    | 茂木敏充/細野豪志/高木陽介/穀田惠二/保坂展人/下地幹郎/荻原博子/歳川隆雄/孫崎享/森本敏/森永卓郎/山際澄夫 | [ 165 ]            |
| 269    | 8月28日  | 激論！怎麼辦？！ 全球暖化                                                                       |                    | 明日香壽川/枝廣淳子/江守正多/龜山康子/澤昭裕/末吉竹二郎/武田邦彥/桝本晃章/丸山茂德/吉崎達彥 | [ 166 ]            |
| 270    | 9月25日  | 激論！鳩山新政權的理想和現實                                                                    |                    | 大塚耕平/福山哲郎/簗瀨進/近藤正道/下地幹郎/茂木敏充/世耕弘成/上杉隆/香山莉香/澤昭裕/村田晃嗣/本間正明/湯淺誠 | [ 167 ]            |
| 271    | 10月23日 | 激論！年輕人有未來嗎？！                                                                        |                    | 赤木智弘/東浩紀/雨宮處凛/小黑一正/城繁幸/高橋亮平/辻川泰史/藤田志穗/猪瀨直樹/小澤遼子/堀紘一/森永卓郎 | [ 168 ]            |
| 272    | 11月27日 | 激論！「官僚」真的不好嗎？！                                                                    |                    | 大塚耕平/細野豪志/山本一太/小池晃/石川和男/猪瀨直樹/木村盛世/高橋洋一/中野雅至/長谷川幸洋/山田厚史/若林亞紀 | [ 169 ]            |
| 273    | 12月31日 | 激論！沒問題？！ 鳩山政權2010… ～執政·在野黨激烈衝突 怎麼辦？！ 景氣對策 & 日美關係會怎樣？！～ |                    | 大塚耕平/蓮舫/保坂展人/下地幹郎/茂木敏充/高木陽介/穀田惠二/淺尾慶一郎/勝間和代/香山莉香/高橋洋一/長谷川幸洋/村田晃嗣/森永卓郎/森本敏/渡邉美樹 | [ 170 ]            |
| 2010年 | 2010年   | 上年 / 下年 / 目錄                                                                              | 上年 / 下年 / 目錄 | 上年 / 下年 / 目錄 | 上年 / 下年 / 目錄 |
| 274    | 1月29日  | 激論！小澤幹事長 vs 檢察! 日本政治會怎樣？！                                                    |                    | 細野豪志/辻惠/平澤勝榮/穀田惠二/青木理/大谷昭宏/鄉原信郎/小林節/高井康行/平野貞夫/山際澄夫/若狭勝 | [ 171 ]            |
| 275    | 2月26日  | 激論！凋落日本與年輕創業家的「成長戰略」                                                        |                    | 大塚耕平/齋藤健/東浩紀/姜尚中/水野和夫/井戶實/猪子壽之/加藤優次/川崎貴子/堀江貴文/松谷卓也/橫田響子 | [ 172 ]            |
| 276    | 3月26日  | 激論！第三次世界大戰？！ 日、美、中關係會怎樣？！                                               |                    | 福山哲郎/山本一太/笠井亮/保坂展人/河添惠子/ジェイムズ・フォスター/田岡俊次/高野孟/手嶋龍一/森本敏/冷泉彰彥/葉千榮 | [ 173 ]            |
| 277    | 4月30日  | 激論！登場吧! 平成的龍馬 ～由誰來打破平成鎖國的日本～                                           |                    | 藤末健三/今井雅人/山本一太/淺尾慶一郎/斎藤弘/荒パスカル/猪子壽之/勝間和代/高橋洋一/歳川隆雄/堀江貴文/渡部恒雄 | [ 174 ]            |
| 278    | 5月28日  | 激論！絕境？！ 鳩山政權的走向                                                                   |                    | 大塚耕平/川內博史/茂木敏充/小池百合子/糸数慶子/上杉隆/香山莉香/勝間和代/高野孟/高橋洋一/森本敏/山際澄夫/吉崎達彥 | [ 175 ]            |
| 279    | 6月25日  | 激論！爭奪天下！ 參院選與日本的未來                                                             |                    | 細野豪志/石原伸晃/高木陽介/穀田惠二/辻元清美/森田高/淺尾慶一郎/中山恭子/舛添要一（VTR出演）/上杉隆/勝間和代/歳川隆雄 | [ 176 ]            |
| 280    | 7月23日  | 激論！「年輕人不幸社會」                                                                        |                    | 東浩紀/猪子壽之/河添誠/勝間和代/清水康之/城繁幸/高橋亮平/橋本浩/福嶋麻衣子/堀紘一/增田悦佐/水無田気流/山野車輪 | [ 177 ]            |
| 281    | 8月27日  | 激論！美中「新冷戰」與日本                                                                      |                    | 生方幸夫/下地幹郎/片山皋月/淺尾慶一郎/井上哲士/潮匡人/宋文洲/高野孟/富坂聰/村田晃嗣/山口昇/渡部恒雄 | [ 178 ]            |
| 282    | 9月24日  | 激論！存在「使日本打起精神的藥」嗎？！                                                          |                    | 大塚耕平/齋藤健/中西健治/辻元清美/飯田泰之/石黑不二代/勝間和代/宋文洲/高橋洋一/橋本浩/松田一敬/森永卓郎 | [ 179 ]            |
| 283    | 10月22日 | 激論！怎麼辦？！ 日本的檢察                                                                     |                    | 辻惠/平澤勝榮/福島瑞穗/青木理/アレクサンドラ・ハーニー/上杉隆/小澤遼子/鄉原信郎/小林節/小堀隆恒/山際澄夫/若狭勝 | [ 180 ]            |
| 284    | 11月26日 | 緊急激論！日中關係與朝鮮有事！！                                                                |                    | 潮匡人/加藤嘉一/櫻井良子/高野孟/富坂聰/森本敏 | [ 181 ]            |
| 285    | 12月31日 | 激論！萎縮中日本！ ～從停滯不前的泥沼中脫身～                                                   |                    | 細野豪志/片山皋月/辻元清美/東浩紀/池田信夫/猪子壽之/上杉隆/勝間和代/加藤嘉一/長谷川幸洋/森永卓郎/森本敏/湯淺誠導入Twitter。 | [ 182 ]            |
| 2011年 | 2011年   | 上年 / 下年 / 目錄                                                                              | 上年 / 下年 / 目錄 | 上年 / 下年 / 目錄 | 上年 / 下年 / 目錄 |
| 286    | 2月4日   | 激論！日本真的是糟糕的國家嗎？！                                                                |                    | 大塚耕平/齋藤健/松田公太/辻元清美/東浩紀/飯田泰之/猪瀨直樹/金美齢/竹田恒泰/津田大介/堀江貴文/夏野剛 | [ 183 ]            |
| 287    | 2月25日  | 激論！國民有「守護國家的義務」嗎？！                                                            |                    | 長島昭久/佐藤正久/笠井亮/糸数慶子/アレズ・ファクレジャハニ/Alexandra Harney/潮匡人/大西健丞/木村三浩/高田健/孫崎享/森本敏/葉千榮 | [ 184 ]            |
| 288    | 3月25日  | 緊急討論！這個危機～能跨過去嗎！？                                                              |                    | 大塚耕平/片山皋月/池田信夫/猪瀨直樹/荻原博子/勝間和代/島田保之/宋文洲/高橋洋一/藤城俊夫/堀江貴文/松本義久/等 | [ 185 ]            |
| 289    | 4月29日  | 激論！東日本大震災至今50日! ～現在，應該做些什麼？～                                            |                    | 大塚耕平/平野達男/小野寺五典/齋藤健/飯田哲也/石川正純/石川迪夫/荻原博子/香山莉香/高橋洋一/長谷川幸洋 | [ 186 ]            |
| 290    | 5月27日  | 激論！「脫核電」與日本的未來                                                                    |                    | 大塚耕平/片山皋月/福島瑞穗/青山繁晴/飯田哲也/荻原博子/岸博幸/澤昭裕/松本義久/パスカル・グードルフ/宮崎慶次/渡部恒雄 | [ 187 ]            |
| 291    | 6月24日  | 激論！脫核電？！ 菅政權的走向                                                                   |                    | 渡邊周/松原仁/茂木敏充/山本一太/齊藤鐵夫/下地幹郎/猪瀨直樹/上杉隆/小澤遼子/古賀茂明/長谷川幸洋/三橋貴明 | [ 188 ]            |
| 292    | 7月22日  | 徹底討論！核電站                                                                                |                    | 飯田哲也/石川迪夫/小川順子/後藤政志/高田純/奈良林直/西尾正道/Pio d'Emilia/吉岡齊 | [ 189 ]            |
| 293    | 8月26日  | 激論！新總理能拯救日本？！                                                                      |                    | 東祥三/大塚耕平/齋藤健/片山皋月/高木陽介/小池晃/上杉隆/荻原博子/小黑一正/岸博幸/長谷川幸洋/吉崎達彥 | [ 190 ]            |
| 294    | 9月30日  | 激論！無法決斷？！ 日本外交                                                                     |                    | 福山哲郎/山本一太/糸数慶子/潮匡人/Kevin Maher/宋文洲/手嶋龍一/長谷川幸洋/孫崎享/森本敏 | [ 191 ]            |
| 295    | 10月21日 | 激論！「國民直接選舉總理大臣！」                                                                |                    | 大塚耕平/猪口邦子/淺尾慶一郎/東浩紀/猪瀨直樹/今井一/上杉隆/河村隆之/金慶珠/小林節/野中與もよ/長谷川幸洋/山口二郎 | [ 192 ]            |
| 296    | 11月25日 | 激論！暴力團排除條例與社會安全                                                                  | 錄播               | 平澤勝榮/青木理/石原伸司/江川紹子/小澤遼子/小野義雄/木村三浩/古賀一馬/原田宏二/三井義廣/宮崎學 | [ 193 ]            |
| 297    | 12月31日 | 激論！福島核電站·從核事故復興                                                                   |                    | 石原洋三郎/森雅子/飯田哲也/石川正純/上杉隆/木元教子/高妻孝光/澤昭裕/鐸木能光/奈良林直/蓮池透/藤田浩志（地方農業經營者）/山本太郎/等、縣內一般人出演者約30名不是由朝日電視收錄，而是由朝日系列的福島放送收錄 | [ 194 ]            |
| 2012年 | 2012年   | 上年 / 下年 / 目錄                                                                              | 上年 / 下年 / 目錄 | 上年 / 下年 / 目錄 | 上年 / 下年 / 目錄 |
| 298    | 1月27日  | 激論！大阪市長「獨裁・橋下徹」能拯救日本！？                                                    | 錄播               | 山下芳生/橋下徹/東浩紀/池田知隆/香山莉香/藥師院仁志/柳本顕/吉富有治 不是由朝日電視收錄，而是由朝日系列的朝日放送收錄 | [ 195 ]            |
| 299    | 2月24日  | 激論！絕望之國的年輕人的幸福和夢想                                                              |                    | 東浩紀/井戶實/猪子壽之/荻上チキ/熊谷俊人/宋文洲/高橋麻帆（和平之舟災害志願中心）/千葉麗子/夏野剛/古市憲壽 | [ 196 ]            |
| 300    | 3月10日  | 激論！核事故至今一年 教訓與課題 節目300回紀念                                                   |                    | 細野豪志/河野太郎/香山莉香/木元教子/澤昭裕/田坂廣志/奈良林直/長谷川幸洋 | [ 197 ]            |
| 301    | 4月27日  | 沖繩激論！日本安全保障與亞洲和平                                                                |                    | 福山哲郎/小池百合子/糸数慶子/大田昌秀/Kevin Maher/謝花尚（琉球朝日放送報道制作部長）/手嶋龍一/前泊博盛（沖縄國際大教授）/森本敏/葉千榮不是由朝日電視收錄，而是由朝日系列的琉球朝日放送收錄 | [ 198 ]            |
| 302    | 5月25日  | 激論！怎麼辦？！ 日本漂流政治                                                                   |                    | 原口一博/大塚耕平/齋藤健/佐藤由佳莉/齊藤鐵夫/江田憲司/穀田惠二/福島瑞穗/上杉隆/荻上チキ | [ 199 ]            |
| 303    | 6月29日  | 激論！怎麼辦？！ 消費增稅政局與日本政治                                                         |                    | 長妻昭/松野賴久/森裕子/山本一太/西田實仁/淺尾慶一郎/笠井亮/福島瑞穗/上杉隆/荻上チキ/長谷川幸洋 | [ 200 ]            |
| 304    | 7月27日  | 激論！護憲、修憲、新憲法                                                                        |                    | 辻元清美/西田昌司/東浩紀/荻上チキ/金慶珠/小林節/小森陽一/宋文洲/西田亮介/八木秀次 | [ 201 ]            |
| 305    | 8月31日  | 激論！領土外交與新聞報導                                                                        |                    | 福山哲郎/山本一太/潮匡人/小澤遼子/萱野稔人/金慶珠/木村三浩/孔健/富坂聰/孫崎享/渡部恒雄 | [ 202 ]            |
| 306    | 9月28日  | 激論！零核電社會的檢證                                                                          |                    | 福山哲郎/柴山昌彥/飯田哲也/池田信夫/澤昭裕/澤田哲生/須黑奈緒（綠黨共同代表·杉並區議）/田坂廣志/野村修也/原田裕史（首都圈反核電聯合）/Misao Redwolf（首都圈反核電聯合）/吉岡齊 | [ 203 ]            |
| 307    | 10月19日 | 激論！生死關頭的日本外交                                                                        |                    | 辻元清美/山本一太/小池晃/鈴木宗男/東浩紀/金慶珠/宋文洲/中西輝政/福島香織/孫崎享/宮家邦彥（佳能全球戰略研究所研究主幹、前外務官僚）/山田厚史 | [ 204 ]            |
| 308    | 11月30日 | 激論！總選舉 願聞其詳！                                                                         |                    | 長妻昭/下地幹郎/世耕弘成/松崎哲久/高木陽介/山田宏/大門實紀史/淺尾慶一郎/吉田忠智/長谷川幸洋/香山莉香/VTR出演：鈴木宗男/舛添要一 | [ 205 ]            |
| 309    | 12月31日 | 激論！日本復興的腳本                                                                            |                    | 伊藤達也/片山皋月/大塚耕平/勝間和代/宋文洲/竹中平藏/新浪剛史/藻谷浩介/森永卓郎 | [ 206 ]            |
| 2013年 | 2013年   | 上年 / 下年 / 目錄                                                                              | 上年 / 下年 / 目錄 | 上年 / 下年 / 目錄 | 上年 / 下年 / 目錄 |
| 310    | 1月25日  | 激論！備受威脅的安全保障 ～恐怖主義、尖閣、日美同盟～                                           |                    | 佐藤正久/辻元清美/手嶋龍一/中西輝政/長谷川幸洋/孫崎享 | [ 207 ]            |
| 311    | 2月22日  | 激論！體罰、欺凌 質問戰後教育！                                                                 |                    | 馳浩/鈴木寬/東浩紀/乙武洋匡/香山莉香/坂根シルック（東京農工大大學院特任助教）/高橋史朗/玉木正之/寺脇研/藤原和博/八木秀次 | [ 208 ]            |
| 312    | 3月29日  | 激論！安倍經濟學拯救日本？！                                                                    | 錄播               | 齋藤健/大塚耕平/飯田泰之/池田信夫/石黑不二代/荻原博子/小幡績/岸博幸/高橋洋一/吉崎達彥 | [ 209 ]            |
| 313    | 4月26日  | 激論！網絡世代改變日本？！                                                                      |                    | 飯田泰之/荻上チキ/乙武洋匡/駒崎弘樹/慎泰俊（NPO法人Living in Peace代表理事）/津田大介/經澤香保子/古市憲壽/堀江貴文/堀潤/TOKYO PANDA | [ 210 ]            |
| 314    | 5月31日  | 激論！沒問題？！ 日本的防衛                                                                     |                    | 火箱芳文/古庄幸一/森本敏/伊波洋一/小澤遼子/香山莉香/Kevin Maher/鈴木邦男/田岡俊次/山際澄夫/山口二郎 | [ 211 ]            |
| 315    | 6月28日  | 激論！參院選與日本的選擇                                                                        |                    | 平澤勝榮/高木陽介/長妻昭/中田宏/淺尾慶一郎/村上史好/宮本岳志/福島瑞穗/阿部知子/荻上チキ/津田大介 | [ 212 ]            |
| 316    | 8月9日   | 激論！日本的戰爭 現在如何傳承和學習？！                                                         | 錄播               | 東浩紀/石川好/糸数慶子/金慶珠/Kevin Maher/古市憲壽/孫崎享/舛添要一/森本敏/山際澄夫 | [ 213 ]            |
| 317    | 8月30日  | 激論！怎麼辦？！ 消費增稅「斷行」「延遲」「只漲1%」…                                            |                    | 齋藤健/齊藤鐵夫/大塚耕平/淺尾慶一郎/飯田泰之/荻原博子/小幡績/勝間和代/五味廣文/高橋洋一/竹中平藏/吉崎達彥 | [ 214 ]            |
| 318    | 9月27日  | 激論！僱傭與年輕人                                                                              |                    | 佐藤由佳莉/辻元清美/荻上チキ/奥谷禮子/勝間和代/今野晴貴/宋文洲/永澤徹/堀紘一/松田元（武藏野學院大學SMB研究所所長、アズグループホールディングス社長） | [ 215 ]            |
| 319    | 10月25日 | 激論！無法止住的汚染水 怎麼辦？！ 核電站                                                        | 錄播               | 鹽崎恭久/東浩紀/飯田哲也/池田信夫/澤昭裕/野村修也/長谷川幸洋/松井康真/森園和重（「沒有核彈站的福島女人」成員） | [ 216 ]            |
| 320    | 11月29日 | 激論！特定秘密保護法案的意義和擔憂                                                              | 錄播               | 礒崎陽輔/中谷元/階猛/小池晃/青木理/江川紹子/手嶋龍一/長谷川幸洋/孫崎享/三木由希子（NPO情報公開Clearing House理事長）/森本敏 | [ 217 ]            |
| 321    | 12月31日 | 激論！中國、韓國、美國和日本                                                                    |                    | 武見敬三/金慶珠/宋文洲/土井香苗/富坂聰/邊真一/藤野彰（北海道大學大學院教授、前讀賣新聞中國總局長）/古市憲壽/孫崎享/森本敏/山際澄夫/ルース・ジャーマン・白石（German International CEO）/渡部恒雄 | [ 218 ]            |
| 2014年 | 2014年   | 上年 / 目錄                                                                                     | 上年 / 目錄        | 上年 / 目錄 | 上年 / 目錄        |
| 322    | 1月31日  | 激論！東京都知事選                                                                              | 部分 錄播          | 宇都宮健兒/中松義郎/田母神俊雄/舛添要一/細川護熙/家入一真前半部分的兩小時，上述六位都知事選候選人一對一的採訪，VTR播放，採訪者是田原總一朗。後半部分一小時是下述四位嘉賓直播討論。荻原博子/長谷川幸洋/Harris鈴木繪美（change.org日本版代表）/古市憲壽 | [ 219 ]            |
| 323    | 2月28日  | 激論！福島再興與重啟核電站                                                                      |                    | 東浩紀/飯田哲也/池田信夫/上國料龍太（NPO法人移動保育計劃理事長）/木元教子/木幡ますみ（思考大熊町的明天女性之會代表）/森園和重（「沒有核電站的福島女人」成員）/澤田哲生/清水修二/田坂廣志/津田大介/松井康真 | [ 220 ]            |
| 324    | 3月28日  | 激論！安倍教育改革                                                                              |                    | 下村博文/辻元清美/荒井文昭（首都大學東京教授）/乙武洋匡/竹田恒泰/春香克莉絲汀/藤原和博/古市憲壽/冷泉彰彥/八木秀次 | [ 221 ]            |
| 325    | 4月25日  | 激論！集體自衛權會否把日本捲入戰爭？！                                                          |                    | 礒崎陽輔/齊藤鐵夫/辻元清美/小池晃/荻上チキ/金慶珠/小林節/長谷川幸洋/孫崎享/森本敏/山際澄夫 | [ 222 ]            |
| 326    | 5月30日  | 激論！反日、嫌韓、怎麼辦？！ 日韓關係                                                           |                    | 武見敬三/江田五月/趙世暎（東西大學特任教授、前韓國外交部東北亞局長）/玄大松（國民大學日本學研究所教授）/金慶珠/黑田勝弘/下村滿子/武貞秀士/竹田恒泰/堀潤/八木秀次 | [ 223 ]            |
| 327    | 6月27日  | 激論！怎麼辦？！ 會怎樣？！日中關係                                                             |                    | 大塚拓/辻元清美/Kevin Maher/瀨口清之（佳能全球戰略研究所研究主幹）/宋文洲/富坂聰/春香克莉絲汀/孫崎享/森本敏/吉木誉繪（作家）/凌星光（日中科學技術文化中心理事長） | [ 224 ]            |
| 328    | 7月26日  | 激論！集體自衛權與和平國家日本                                                                  |                    | 中谷元/大塚耕平/香山莉香/Kevin Maher/小池清彥/小林節/櫻林美佐/谷口真由美/堀潤/森本敏 | [ 225 ]            |
| 329    | 8月29日  | 激論！安倍經濟學與日本人的幸福                                                                  |                    | 佐藤由佳莉/櫻井充/雨宮處凛/勝間和代/白河桃子/宋文洲/竹中平藏/長谷川幸洋/古市憲壽/森永卓郎/山口義行 | [ 226 ]            |
| 330    | 9月26日  | 激論！「慰安婦問題」與媒體的責任                                                                |                    | 平澤勝榮/大塚耕平/青木理/池田信夫/下村滿子/津田大介/長谷川幸洋/秦郁彥/早野透/山際澄夫/山田厚史/吉木誉繪（作家） | [ 227 ]            |
| 331    | 11月7日  | 激論！女性綻放光芒的社會？！                                                                    |                    | 赤澤亮正/辻元清美/荻上Chiki/荻原博子/勝間和代/越直美/竹田恒泰/辻村與もこ（狛江市議）/ドラ・トーザン（國際記者）/遙洋子/森井じゅん（公認會計士・稅理士） | [ 228 ]            |
| 332    | 11月28日 | 激論！總選舉近在眼前！就這樣好嗎？！日本政治                                                    |                    | 武見敬三/西田實仁/大塚耕平/藤卷健史/松澤成文/大門實紀史/松崎哲久/福島瑞穗/川村晃司 | [ 229 ]            |
| 333    | 12月31日 | 戰後70年·元旦特別篇 激論！日本的目標是成為怎樣的國家？！                                        |                    | 山本一太/辻元清美/荻原博子/駒崎弘樹/宋文洲/竹中平藏/長谷川幸洋/古市憲壽/孫崎享/森井じゅん/森永卓郎/森本敏/八木秀次 | [ 230 ]            |
| 2015年 | 2015年   | 上年 / 下年 / 目錄                                                                              | 上年 / 下年 / 目錄 | 上年 / 下年 / 目錄 | 上年 / 下年 / 目錄 |
| 334    | 1月30日  | 激論！「伊斯蘭國」與日本外交                                                                    |                    | 山本一太/福山哲郎/香山莉香/川村晃司/坂本卓/高橋和夫/Patrick Harlan/フマユン・ムガール/三浦瑠麗/森本敏/冷泉彰彥 | [ 231 ]            |
| 335    | 2月27日  | 激論！核電站重啟與日本的能源                                                                    |                    | 山本一太/阿部知子/飯田泰之/池田信夫/嘉田由紀子/後藤政志/澤田哲生/吉岡齊/德田勝章/西本由美子/藍原寛子/吉野實 | [ 232 ]            |
| 336    | 3月27日  | 激論！皮克提旋風與日本的貧富差距                                                                |                    | 佐藤由佳莉/大塚耕平/飯田泰之/荻原博子/小幡績/岸博幸/高橋洋一/堀江貴文/水無田氣流/森永卓郎 | [ 233 ]            |
| 337    | 4月24日  | 激論！憲法第9條與日本的和平                                                                     |                    | 平澤勝榮/小西洋之/柿澤未途/岩田温/小林節/谷口真由美/田村重信/孫崎享/三浦瑠麗/森本敏/渡部恒雄 | [ 234 ]            |
| 338    | 5月29日  | 激論！「沖繩基地問題」與日本                                                                    |                    | 山本一太/糸数慶子/樋口耕太郎/惠隆之介/屋良朝博/小林善紀/津田大介/三浦瑠麗/森本敏/謝花尚 | [ 235 ]            |
| 339    | 6月26日  | 激論！年輕政治家能否改變日本？！                                                                |                    | 小西洋之/宮崎岳志/安井美沙子/川田龍平/重德和彥/宮本徹/松田公太/猪瀨直樹/荻上チキ/荻原博子/杉村太藏原本預定出演的自民黨和公明黨的議員並沒有出演。。 | [ 238 ]            |
| 340    | 7月24日  | 激論！廣島提問！日本的戰爭與和平                                                                |                    | 片山皋月/福山哲郎/龜井靜香/青山繁晴/川崎哲/高橋博子/原田浩/三浦瑠麗/宮家邦彥/冷泉彰彥 | [ 239 ]            |
| 341    | 8月14日  | 激論！戰後70年的總結與日本的未來                                                                |                    | 山本一太/辻元清美/小池晃/猪瀨直樹/岩田温/金慶珠/小林善紀/古市憲壽/孫崎享/三浦瑠麗/森本敏/凌星光 | [ 240 ]            |
| 342    | 9月25日  | 激論！安保國會、年輕人遊行、日本的民主主義                                                      |                    | 片山皋月/大塚耕平/伊藤真/今井一/潮匡人/江川紹子/奥田愛基/Kent Gilbert/小林善紀/諏訪原健/津田大介/三浦瑠麗 | [ 241 ]            |
| 343    | 11月6日  | 激論！「一億總活躍社會」究竟是什麼？！                                                          |                    | 片山皋月/山井和則/荻原博子/香山莉香/駒崎弘樹/白河桃子/高橋洋一/左敬真/古市憲壽/三浦瑠麗 | [ 242 ]            |
| 344    | 11月27日 | 激論！反恐戰爭與安倍外交                                                                        |                    | 山本一太/大塚耕平/太田千晶/Kent Gilbert/小林善紀/鈴木宗男/首藤信彥/瀨口清之/高橋和夫/三浦瑠麗/森本敏 | [ 243 ]            |
| 345    | 12月31日 | 激論! 安倍政治 國民的選擇與覺悟                                                                 |                    | 山本一太/辻元清美/小池晃/猪瀨直樹/小林善紀/瀨口清之（佳能全球戰略研究所研究主幹）/高橋和夫/竹中平藏/長谷川幸洋/孫崎享/三浦瑠麗/森永卓郎/森本敏 | [ 244 ]            |
| 2016年 | 2016年   | 上年 / 下年 / 目錄                                                                              | 上年 / 下年 / 目錄 | 上年 / 下年 / 目錄 | 上年 / 下年 / 目錄 |
| 346    | 2月5日   | 激論! 女性論客大集合 「女性綻放光芒的社會」是什麼？！                                           |                    | 片山皋月/辻元清美/荻原博子/嘉田由紀子/河添惠子/春香克莉絲汀/三浦瑠麗/水無田氣流/橫田響子（Colabolabo代表董事）/吉木譽繪 | [ 245 ]            |
| 347    | 2月26日  | 激論! 「修改憲法」是也？非也？                                                                  |                    | 柴山昌彥/國重徹/小西洋之/井上哲士/青木理/岩田温/太田啓子（明日的自由を守る若手弁護士的会メンバー）/小林節/想田和弘/百地章/森本敏/吉木譽繪 | [ 246 ]            |
| 348    | 3月11日  | 激論! 怎麼辦？！核電 ～重啟・核廢料・居民認為…～                                                |                    | 山本一太/福山哲郎/飯田哲也/池田信夫/嘉田由紀子/小林善紀/櫻井勝延/澤田哲生/田坂広志/西本由美子（NPO法人「ハッピーロードネット」理事長）/三浦瑠麗/吉野実（テレビ朝日報道局原発担当） | [ 247 ]            |
| 349    | 4月29日  | 激論! 女性帶來改變？！日本                                                                      |                    | 高階惠美子/山尾志櫻里/赤尾由美（赤尾製鋁代表董事）/江川紹子/荻原博子/河添惠子/堤未果/中野円佳（女性活用ジャーナリスト）/三浦瑠麗/吉木譽繪 | [ 248 ]            |
| 350    | 5月27日  | 激論! 歐巴馬與川普 怎麼辦?! 日本                                                                |                    | 山本一太/大塚耕平/青木理/池田信夫/ケビン・メア/小西克哉/堤未果/孫崎享/三浦瑠麗/村田晃嗣/森本敏 | [ 249 ]            |
| 351    | 6月24日  | 激論! 怎麼辦?!會怎樣?!參院大選                                                                  |                    | 田村憲久/玉木雄一郎/矢倉克夫/宮本徹/足立康史/吉川元/和田政宗/津田大介/豊島逸夫/三浦瑠麗/荒井広幸（VTR出演）/山本太郎（VTR出演） | [ 250 ]            |
| 352    | 8月5日   | 激論! 修憲與日本的未來                                                                          |                    | 片山皋月/國重徹/辻元清美/井上哲士/足立康史/青木理/伊藤真/潮匡人/三浦瑠麗/百地章/吉木譽繪 | [ 251 ]            |
| 353    | 8月26日  | 激論! 象徵天皇與「生前退位」                                                                    |                    | 平沢勝榮/大塚耕平/荻原博子/小林節/小林善紀/高森明勅/竹田恒泰/萩谷麻衣子/三浦瑠麗/百地章 | [ 252 ]            |
| 354    | 9月30日  | 激論! 象徵天皇日本的未來                                                                        |                    | 平沢勝榮/大塚耕平/青木理/小林善紀/杉田水脈/高森明勅/竹田恒泰/萩谷麻衣子/三浦瑠麗/八木秀次 | [ 253 ]            |
| 355    | 11月4日  | 激論! 小池都政第3月～豐洲・東京奧運・都議會・都廳～                                             |                    | 松本文明/若狭勝/大山與も子（日本共産党・都議会議員）/音喜多駿/生田與克/猪瀨直樹/宇都宮健児/春日良一/津田大介/中澤誠（東京中央市場労働組合執行委員長）/三浦瑠麗/森山高至 | [ 254 ]            |
| 356    | 11月25日 | 激論! 候任總統川普與日本                                                                        |                    | 山本一太/大塚耕平/勝間和代/ケント・ギルバート/小西克哉/小林善紀/鈴木宗男/宋文洲/中林美惠子/孫崎享/三浦瑠麗/森本敏 | [ 255 ]            |
| 357    | 12月31日 | 激論!2017 怎麼辦?!會怎樣?!日本                                                                  |                    | 山本一太/細野豪志/小池晃/青木理/井上達夫/荻原博子/小林善紀/竹田恒泰/津田大介/中林美惠子/三浦瑠麗/森本敏/吉崎達彥インターネットテレビAbemaTV與的連動。また、AbemaTVで的同時配信も実施 | [ 256 ]            |
| 2017年 | 2017年   | 上年 / 下年 / 目錄                                                                              | 上年 / 下年 / 目錄 | 上年 / 下年 / 目錄 | 上年 / 下年 / 目錄 |
| 358    | 1月28日  | 激論！川普總統與安倍政權                                                                        |                    | 片山皋月/大塚耕平/飯田泰之/岩本沙弓（金融コンサルタント）/荻原博子/乙武洋匡/堀江貴文/堀紘一/三浦瑠麗/森永卓郎 | [ 257 ]            |
| 359    | 2月25日  | 激論！安倍政權與日本的未來                                                                      |                    | 山本一太/遠山清彥/福山哲郎/辰巳孝太郎/青木理/飯田泰之/井上達夫/岩田温/萩谷麻衣子/三浦瑠麗/百地章 | [ 258 ]            |
| 360    | 4月1日   | 激論！核電事故過後6年、教訓與課題                                                               |                    | 河野太郎/片山皋月/福山哲郎/飯田哲也/石川和男（社会保障経済研究所代表）/後藤政志/木幡增美（福島・大熊町議會議員）/竹内純子/奈良林直/三浦瑠麗/吉野実（テレビ朝日報道局原発担当） | [ 259 ]            |
| 361    | 4月29日  | 激論！怎～麼辦？！朝鮮在急？！與日本                                                            |                    | 片山皋月/小西洋之/青木理/井上達夫/金慶珠/小林善紀/武貞秀士/三浦瑠麗/森本敏/葉千榮/渡部恒雄 | [ 260 ]            |
| 362    | 5月27日  | 激論！修改憲法與安倍政權                                                                        |                    | 平沢勝榮/長妻昭/井上達夫/伊藤真/ケント・ギルバート/小林善紀/佐高信/萩谷麻衣子/百田尚樹/三浦瑠麗/八木秀次/吉木譽繪 | [ 261 ]            |
| 363    | 7月1日   | 激論！安倍政權與官僚                                                                            |                    | 片山皋月/福島伸享/朝比奈一郎/天木直人/石川和男（元経産官僚・社会保障経済研究所代表）/小幡績/高橋洋一/寺脇研/青木理/三浦瑠麗 | [ 262 ]            |
| 364    | 8月12日  | 激論！安倍政治與日本的平和                                                                      |                    | 山本一太/緒方林太郎/井上達夫/潮匡人/荻原博子/小林善紀/三浦瑠麗/村本大輔/森本敏/米川正子（立教大学特定課題研究員、前聯合國難民高級專員辦事處職員） | [ 263 ]            |
| 365    | 8月26日  | 激論！從女性角度思考「戰爭與和平」                                                              |                    | 片山皋月/福島瑞穗/河添惠子/倉田真由美/吳軍華（日本總研理事）/櫻林美佐/堤未果/福島香織/三浦瑠麗/南美希子 | [ 264 ]            |
| 366    | 9月30日  | 激論！美朝緊迫與疑雲重重的日本政治                                                              |                    | 山本一太/石川博崇/福山哲郎/井上哲士/片山大介/福島瑞穗/中野正志/木内孝胤/河添惠子/武貞秀士/中林美惠子/三浦瑠麗 | [ 265 ]            |
| -      | 10月23日 | 田原總一朗追問！怎～麼辦？！日本                                                                |                    | 山本一太/片山皋月/西田実仁/福山哲郎/松原仁/藤巻健史/田村智子/荻原博子/川村晃司/三浦瑠麗/村本大輔/渡部恒雄以《選舉Station》第2部名義播出 | [ 266 ]            |
| 367    | 11月25日 | 激論！「強硬」北朝鮮與日美同盟                                                                  |                    | 中谷元/松川るい/福山哲郎/辰巳孝太郎/井上達夫/武貞秀士/ダースレイダー/中林美惠子/福島香織/布施祐仁（和平新聞編輯長）/三浦瑠麗/森本敏 | [ 267 ]            |
| 368    | 12月31日 | 激論！「平成30年」日本的未來                                                                    |                    | 片山皋月/長妻昭/井上達夫/落合陽一/猿田佐世/瀨口清之（佳能研究主幹）/津田大介/中林美惠子/三浦瑠麗/村本大輔/森本敏/李相哲 | [ 268 ]            |
| 2018年 | 2018年   | 上年 / 目錄                                                                                     | 上年 / 目錄        | 上年 / 目錄 | 上年 / 目錄        |
| 369    | 1月27日  | 激論！日本經濟還會成長嗎？！                                                                    |                    | 柴山昌彥/落合貴之/大門實紀史/荻原博子/白河桃子/高橋洋一/大衛·阿特金森/夏野剛/三浦瑠麗/森永卓郎/吉崎達彥 | [ 269 ]            |
| 370    | 2月24日  | ～女性論客大集合～ 激論！我有異議！日本                                                         |                    | 松川瑠衣/福島瑞穗/上田令子/荻原博子/嘉田由紀子/金慶珠/猿田佐世/たかまつなな/福島香織/三浦瑠麗/吉木譽繪 | [ 270 ]            |
| 371    | 3月30日  | 激論！森友、核電、安倍政權                                                                      |                    | 細田健一/阿部知子/飯田哲也/池田信夫/澤田哲生/竹内純子/三浦瑠麗/吉原毅/吉野實（朝日電視台報導局核電擔當） | [ 271 ]            |
| 372    | 4月27日  | 激論！安倍政權與官僚                                                                            |                    | 山本一太/片山皋月/長妻昭/小西洋之/井上達夫/菅野完/長谷川幸洋/三浦瑠麗/森本敏/山口真由 | [ 272 ]            |
| 373    | 6月1日   | 激論！美朝峰會與安倍政治                                                                        |                    | 山本一太/松川瑠衣/福山哲郎/辰巳孝太郎/潮匡人/吳軍華/佐高信/武貞秀士/中林美惠子/派翠克·哈倫/三浦瑠麗/宮家邦彥/李相哲 | [ 273 ]            |
| 374    | 6月29日  | 美、朝、中… 怎～麼辦？！日本的針路                                                              |                    | 柴山昌彥/松川瑠衣/長妻昭/近藤大介/瀨口清之/中林美惠子/半田滋/三浦瑠麗/森本敏/李相哲 | [ 274 ]            |
| 375    | 7月27日  | 激論！川普總統與「世界貿易戰爭」                                                                |                    | 片山皋月/大塚耕平/吳軍華/近藤大介/竹中平藏/手嶋龍一/大衛·阿特金森/中林美惠子/夏野剛/三浦瑠麗 | [ 275 ]            |
| 376    | 8月31日  | 激論！「人工智慧、AI社會」與日本                                                                |                    | 落合陽一/勝間和代/近藤大介/夏野剛/藤原和博/堀口美奈/松尾豐/三浦瑠麗/森永卓郎/矢野和男（日立製作所研究員、理事） | [ 276 ]            |
| 377    | 9月28日  | 激論！續投 安倍政權與日本的命運                                                                 |                    | 山本一太/片山皋月/長妻昭/田村智子/今井一/佐高信/中林美惠子/長谷川幸洋/三浦瑠麗/森永卓郎 | [ 277 ]            |
| 378    | 11月9日  | 激論！川普型政治與日本                                                                          |                    | 中谷元/小池晃/佐高信/中林美惠子/派翠克·哈倫/三浦瑠麗/宮家邦彥/森本敏/葉千榮/吉崎達彥 | [ 278 ]            |
| 379    | 11月30日 | 激論！外國人勞動者問題與日本的未來                                                              |                    | 木村義雄/逢坂誠二/明石純一/指宿昭一/河合雅司/鈴木康友/大衛·艾金森/Marei Mentlein/三浦瑠麗/森永卓郎 | [ 279 ]            |
| 380    | 12月31日 | 平成的總括與「新時代」                                                                          |                    | 齋藤健/長妻昭/福島瑞穗/豬瀨直樹/落合陽一/金子勝/瀨口清之/中林美惠子/古市憲壽/三浦瑠麗/藻谷浩介/森本敏線上新聞頻道「AbemaNews」同步播出 | [ 280 ]            |
| 2019年 | 2019年   | 上年 / 下年 / 目錄                                                                              | 上年 / 下年 / 目錄 | 上年 / 下年 / 目錄 | 上年 / 下年 / 目錄 |
| 381    | 2月8日   | 激論！年輕政治家大集合！這樣行嗎？！日本                                                        |                    | 宇都隆史/小林史明/山田美樹/中野洋昌/山內康一/矢田稚子/辰巳孝太郎/丸山穗高/小西洋之/岩田溫/金子勝/三浦瑠麗 | [ 281 ]            |
| 382    | 2月22日  | 激論！川普流外交與日本                                                                          |                    | 中谷元/大塚耕平/今井一/金子勝/猿田佐世/瀨口清之/中林美惠子/三浦瑠麗/宮家邦彥李相哲 | [ 282 ]            |
| 383    | 3月29日  | 激論！核電與日本的能源政策                                                                      |                    | 井上信治/田嶋要/飯田哲也/岸博幸/木幡增美（福島・大熊町議會議員）/澤田哲生/竹内純子/三浦瑠麗/滿田夏花（NGO「FoE Japan」理事、事務局長）/吉原毅/吉野實（朝日電視台報導局核電擔當記者） | [ 283 ]            |
| 384    | 4月26日  | 激論！「令和時代」的天皇與日本                                                                  |                    | 宇都宮健兒/荻原博子/笠原英彥/高森明勅/竹田恆泰/津田大介/古市憲壽/三浦瑠麗/水口義朗/八木秀次 | [ 284 ]            |
| 385    | 5月31日  | 朝野政黨激論！怎～麼辦？！令和日本                                                              |                    | 村井英樹/山田美樹/岡本三成/長妻昭/森裕子/田村智子/足立康史/岩田溫/金子勝/三浦瑠麗 | [ 285 ]            |
| 386    | 6月28日  | 激論！G20高峰會「美中對立」與日本的覺悟                                                         |                    | 金子勝/興梠一郎/吳軍華/瀨口清之/手嶋龍一/中林美惠子/派翠克·哈倫/三浦瑠麗/森本敏/山田敏弘 | [ 286 ]            |
| 387    | 7月26日  | 激論！年輕企業家大集合！怎～麼辦？！日本                                                        |                    | 夏野剛/三浦瑠麗/橫田響子/秋元里奈/安部敏樹/岩佐琢磨/垣內俊哉/高橋祥子/水野雄介/山崎大祐 | [ 287 ]            |
| 388    | 8月30日  | 激論！地方元氣救日本？！                                                                        |                    | 片山皋月/嘉田由紀子/泉房穗/大村秀章/東國原英夫/山本一太/大衛·艾金森/三浦瑠麗 | [ 288 ]            |
| 389    | 9月27日  | 激論！建國70年 會～怎樣？！中國                                                                 |                    | 松川瑠衣/長妻昭/杜進/中川幸司（戰略科學者）/派翠克·哈倫/藤野彰/三浦瑠麗/森本敏/渡部恆雄 | [ 289 ]            |
| 390    | 10月18日 | 政界新領袖激論！怎～麼辦？！少子高齡日本                                                        |                    | 小林史明/松川瑠衣/平木大作/中谷一馬/關健一郎/音喜多駿/山添拓/荻原博子/堀潤/三浦瑠麗 | [ 290 ]            |
| 391    | 11月29日 | 激論！安倍長期政權的功罪                                                                        |                    | 柴山昌彥/片山皋月/三浦信祐/大串博志/大塚耕平/片山大介/宮本徹/金子勝/田崎史郎/堀潤/三浦瑠麗 | [ 291 ]            |
| 392    | 12月31日 | 2020 怎～麼辦？！日本的未來                                                                     |                    | 今枝宗一郎/松川瑠衣/三浦信祐/中谷一馬/關健一郎/清水貴之/宮本徹/乾正人/川村晃司/高松奈奈/津田大介/中川幸司/中林美惠子/三浦瑠麗 | [ 292 ]            |
| 2020年 | 2020年   | 上年 / 目錄                                                                                     | 上年 / 目錄        | 上年 / 目錄 | 上年 / 目錄        |
| 393    | 1月31日  | 激論！女性國會議員大集合！ 怎～麼辦？！性別差距                                                 |                    | 高階惠美子/竹谷敏子/西村智奈美/伊藤孝惠/梅村美穗/高橋千鶴子/乾正人/派翠克·哈倫/藤川美奈代（朝日電視台報導局經濟部長）/三浦瑠麗 | [ 293 ]            |
| 394    | 2月28日  | 激論！福島的現狀與核電重啟                                                                      |                    | 片山皋月/福島瑞穗/飯田哲也/石川和男（政策分析家、原經產省官僚）/江守正多/木幡益美（福島・大熊町議會議員）/澤田哲生/三浦瑠麗/吉川彰浩（一般社團法人AFW代表理事、原東京電力職員）/吉野實 | [ 294 ]            |
| 395    | 3月27日  | 激論！怎～麼辦？！日本「新型冠狀」大流行                                                        |                    | 武見敬三/松川瑠衣/大塚耕平/宮本徹/上昌廣/興梠一郎/小松隆次郎（朝日電視台報導局厚生勞動省擔當記者）/永濱利廣（第一生命經濟研究所經濟調査部首席經濟學家）/二木芳人（醫師、昭和大學醫學部特任教授）/三浦瑠麗/渡部恆雄 | [ 295 ]            |
| 396    | 4月24日  | 激論！「新型冠狀」緊急事態宣言與日本                                                            |                    | 武見敬三/大塚耕平/荻原博子/小松隆次郎/二木芳人/三浦瑠麗 | [ 296 ]            |
| 397    | 5月29日  | 激論！「新型冠狀」緊急事態宣言解除與日本                                                        |                    | 武見敬三/長妻昭/田村智子/荻原博子/小松隆次郎/田坂広志/二木芳人/三浦瑠麗 | [ 297 ]            |
| 398    | 6月26日  | 激論！因「冠狀」而改變！？日、美、中                                                            |                    | 武見敬三/福山哲郎/乾正人/興梠一郎/小松隆次郎/中林美恵子/二木芳人/三浦瑠麗 | [ 298 ]            |
| 399    | 7月31日  | 激論！「新型冠狀」與日本戰後75年                                                                |                    | 武見敬三/大塚耕平/豬瀨直樹/岩本京子（朝日電視台報導局厚生勞動省擔當記者）/上昌広/二木芳人/夏野剛/三浦瑠麗 | [ 299 ]            |
| 400    | 8月28日  | 激論！怎～麼生活？！「冠狀時代」                                                                |                    | 片山皋月/田村智子/岩本京子/小林慶一郎（日本政府「新型冠狀感染症對策分科會」成員）/津田大介/夏野剛/二木芳人/三浦瑠麗 | [ 300 ]            |
| 401    | 9月25日  | 激論！怎～麼辦？！菅新政權                                                                      |                    | 山下貴司/村井英樹/逢坂誠二/山添拓/雨宮處凜/岩本京子/小林慶一郎/二木芳人/三浦瑠麗 | [ 301 ]            |
| 402    | 10月30日 | 激論！怎～麼辦？！冠狀禍的經濟再生                                                              |                    | 片山皋月/小川淳也/宮本徹/岩本京子/小林慶一郎/竹中平藏/二木芳人/三浦瑠麗/森永卓郎 | [ 302 ]            |
| 403    | 11月27日 | 激論！「新型冠狀」感染擴大與國民生活                                                            |                    | 鹽崎恭久/森裕子/雨宮處凜/岩本京子/竹中平藏/二木芳人/野村修也/三浦瑠麗/森永卓郎 | [ 303 ]            |

## 外部連結
- 《討論到天亮》官方網站（页面存档备份，存于） （日語）
- 討論到天亮的X（前Twitter）